# 아틀레티코 마드리드
클루브 아틀레티코 데 마드리드, S.A.D.(스페인어: Club Atlético de Madrid, S.A.D. ˈkluβ aˈtletiko ðe maˈðɾið[*]; 마드리드의 체육단, 스포츠 공개 유한 법인)는 흔히 스페인어권 지역에서 알레티(스페인어: Atleti)로 수식 되며, 세계적으로 아틀레티코 마드리드(Atletico Madrid, 마드리드 체육단)으로 수식되는 스페인 마드리드를 연고로 하는 라 리가의 축구단이다. 현재 이 구단은 안방 경기를 68,456명을 수용할 수 있는 메트로폴리타노에서 치른다.
리그 우승 횟수로 아틀레티코는 스페인 축구에서 레알 마드리드와 바르셀로나에 이어 3번째로 가장 성공적인 구단이다. 아틀레티코 마드리드는 라 리가를 11번 우승했는데, 1996년에는 리그와 컵을 동시에 석권하기도 했다. 코파 델 레이도 10차례 우승했으며, 수페르코파 데 에스파냐는 2번, 코파 프레시덴테 FEF 1회, 그리고 코파 에바 두아르테를 1번 우승했다. 유럽 무대에서 아틀레티코 마드리드는 컵위너스컵을 1962년에 우승하고 1963년과 1986년에는 준우승을 거두었고, 챔피언스리그는 1974년, 2014년, 그리고 2016년에 3번 준우승을 차지했으며, 2010년, 2012년, 그리고 2018년에는 유로파리그를 3차례 우승했다. UEFA 슈퍼컵은 2010년, 2012년, 그리고 2018년에 3번 들어올렸고, 국제 무대에서는 1974년에 인터콘티넨털컵을 우승했다.
아틀레티코의 고유 유니폼 색상은 적색과 백색의 세로 줄무늬 상의와 파란 하의, 그리고 청색과 적색의 양말로 구성되어 있다. 이 유니폼 색상 조합은 1911년에 처음 사용되었다. 아틀레티코 마드리드는 초창기부터 여러 별칭으로 수식되었는데, 대표적인 별명은 매트리스 제작자들(Los Colchoneros)로 당시 1군 유니폼은 전통적인 매트리스 색상과 같았기 때문이었다. 1970년대에 구단은 해외 선수 영입 규제가 풀린 직후 몇몇 남미 선수들을 영입해 인디언(Los Indios)이라는 또다른 별칭이 붙었다. 그러나 이 별칭이 붙은 또다른 유래가 있는데, 이 경기장이 강둑에 "판을 벌려" 별칭이 붙었던 것이나, "인디언"(Los Indios)가 전통적인 연고지 경쟁 구단 "하얀 군단"(Los Blancos, 백인과 중의적 표현) 레알 마드리드의 적수임에 따라 붙은 것으로도 추정된다. 스페인의 펠리페 6세 국왕은 2003년을 기점으로 구단의 명예 회장을 역임하고 있다.
구단은 인도 슈퍼리그의 콜카타에 위성 구단으로 아틀레티코 콜카타를 두고 있었는데, 인도 리그를 2차례 우승했지만, 산지브 고엔카가 구단 지분을 매입하며 두 구단은 결별했다. 아틀레티코는 리가 MX의 아틀레티코 산 루이스와 캐나다 프리미어리그 아틀레티코 오타와의 공동 소유주이기도 하다.

## 역사

### 창립과 초창기

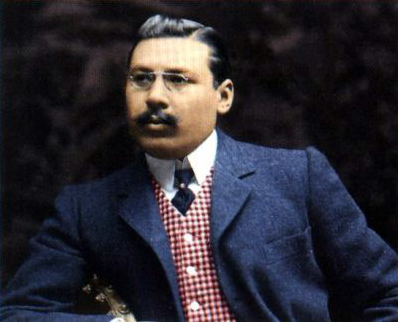
1903년 창단 이래의 초대 회장 엔리케 아옌데

이 구단은 1903년 4월 26일, 마드리드에 거주하는 3명의 바스크인 학생들이 아틀레틱 클루브 수쿠르살 데 마드리드(Athletic Club Sucursal de Madrid, 체육단 마드리드 지부)의 명칭으로 창단했다. 이 창단자들은 그들의 유년 시절 구단이자 그 해 코파 델 레이를 마드리드에서 우승한 것을 목격한 아틀레틱 빌바오의 유소년부로 취급했었다. 1904년, 레알 마드리드의 반대 세력이 구단에 합류했다. 초창기 아틀레티코도 아틀레틱 빌바오의 초창기처럼 청색과 백색이 반반으로된 유니폼을 사용했지만, 1911년이 되면서, 빌바오와 마드리드 측 모두 현재의 적색과 백색 줄무늬 유니폼으로 바꾸었다. 적색과 백색 줄무늬 유니폼으로 변경에 대한 설 중에는, 침대 매트리스를 제작하는데 쓰이는 베갯잇의 색과 동일하고, 잉여 옷감을 쉽게 축구 유니폼으로 바꿀 수 있음에 따라, 가장 저렴하게 유니폼을 제작할 수 있다는 장점 덕이라고 알고 있다. 그에 따라 매트리스 제작자들이라는 별칭이 붙었다.

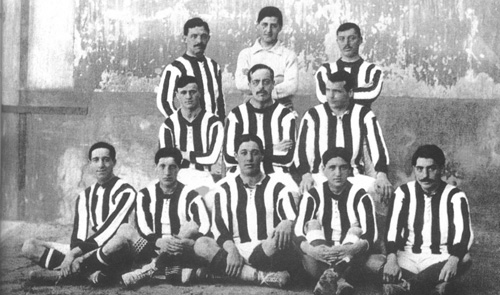
1911년, 새로 도입한 적색 백색 줄무늬 유니폼을 입은 마드리드 체육단의 선수들

그러나, 또다른 신빙성이 있는 이유로 아틀레틱 빌바오와 아틀레틱 마드리드 모두 블랙번 로버스의 청색 백색 반반 유니폼을 잉글랜드에서 구매한 데에서 비롯되었다고 양 구단이 주장한다. 1909년 말, 아틀레틱 마드리드의 전직 선수이자 이사진 일원이었던 후아니토 엘로르두이는 잉글랜드로 건너가 두 구단의 유니폼을 구매하려 했지만 블랙번의 유니폼을 찾을 수 없었다. 그에 따라 사우샘프턴(그가 스페인으로 귀국행 배에 오르기 전에 머무른 항구 도시의 적색과 백색 유니폼을 대신 구매했다. 아틀레틱 마드리드는 적색과 백색의 유니폼을 채택해 적백 군단(Los Rojiblancos)의 별칭이 붙었지만, 하의 색상도 사우샘프턴의 검은색으로 바꾼 빌바오와 대조되게 기존의 파란색 하의를 계속해서 사용했다. 아틀레틱 빌바오는 1911년 코파 델 레이 결승전에서 한 골 득점을 기록한 마놀론을 비롯한 아틀레틱 마드리드의 선수들을 '빌려' 우승을 거두었다.
아틀레틱의 첫 안방 구장은 론다 데 바예카스로 동명의 도시 남쪽 노동 계층 구역에 있었다. 1919년, 당시 마드리드 지하철망을 운영하던 마드리드 도시화 공사(Compañía Urbanizadora Metropolitana)가 캠퍼스타운 인근의 토지를 매입했다. 1921년, 아틀레틱 마드리드는 모구단 아틀레틱 빌바오로부터 독립하여 마드리드 도시화 공사가 건립하여 35,800명의 관중을 수용할 수 있는 마드리드 메트로폴리타노 경기장에 입주했다. 메트로폴리타노 경기장은 1966년까지 사용되다가 당시 새로 지어진 비센테 칼데론으로 구장을 이전했다. 이전 후, 메트로폴리타노 경기장은 철거되었고, 그 터에는 대학 건물과 ENUSA 사의 사무실동이 세워졌다.
1920년대에 아틀레틱은 중부 선수권 대회를 3차례 우승했고, 1921년에는 코파 델 레이 준우승을 거두었는데, 아이러니하게도 그 해의 결승전 상대는 아틀레틱 빌바오였고, 1926년에도 두 구단이 결승전에서 맞붙었다. 이 시기에 거둔 성공으로, 구단은 1928년에 라 리가가 출범할 당시 이듬해에 열린 1부 리그 첫 시즌 참가 구단이 될 수 있었다. 라 리가 첫 시즌 당시 감독은 프레드 펜틀랜드였는데, 아틀레틱은 1부 리그에서 2시즌 만에 세군다 디비시온으로 강등되었다. 아틀레틱은 1934년에 라 리가로 복귀했지만, 1936년에 펜틀랜드에 이어 주제프 사미티에르가 시즌 중반에 지휘봉을 잡았을 때 또다시 강등되었다. 운이 좋게도 매트릭스 제작자들(Los Colchoneros)은 레알 오비에도의 구장이 스페인 내전의 폭격으로 경기를 정상적으로 진행할 수 없게 파괴되면서 라 리가와 아틀레틱의 강등은 보류되었다. 이후 아틀레틱은 세군다 디비시온을 우승한 오사수나와 플레이오프전을 치러 승리하여 강등이 취소되었다.

### 아틀레틱 아비아시온 데 마드리드
1939년, 라 리가가 재개되었을 때, 아틀레틱은 사라고사의 아비아시온 나시오날(Aviación Nacional, 국립 항공대)와 합병하여 아틀레틱 아비아시온 데 마드리드(Athletic Aviación de Madrid, 마드리드의 항공대 체육단)이 되었다. 아비아시온 나시오날은 1939년에 스페인 공군 단원들이 창단되었다. 아비아시온은 1939-40 시즌에 1부 리그 합류에 합의를 보았지만 이를 RFEF이 거절했다. 대신, 이 구단은 스페인 내전을 통해 8명의 선수를 잃은 아틀레틱 마드리드와 합병되었다. 아틀레틱 아비아시온은 오비에도가 빠지면서 이들을 대신해 1939-40 시즌 라 리가에 참가했다. 전설적인 리카르도 사모라의 지휘 하에, 이 구단은 사상 첫 라 리가를 우승했고, 1941년에는 정상을 지켜내는데 성공했다. 이 시기의 가장 대표적이며 인상적인 선수로는 1939년에 라싱 산탄데르에서 이적하여 주장이 된 헤르만 고메스가 있었다. 그는 1947-48 시즌까지 적백 군단의 일원으로 8시즌 연속으로 활동했다. 중앙 미드필더였던 고메스는 마친과 라몬 가빌론도와 함께 전설적인 중원을 구축했다. 1941년, 프랑코가 제시한 정책에 따라 외국어를 구단 명칭으로 사용하는 것이 금지되면서, 구단명은 아틀레티코 아비아시온 데 마드리드(Atlético Aviación de Madrid, 마드리드의 항공대 체육단)으로 개칭되었다. 1947년, 구단은 군 단체의 명칭을 구단명에서 지웠고, 현재의 명칭인 클루브 아틀레티코 데 마드리드(Club Atlético de Madrid, 마드리드의 체육단)로 개칭했다. 같은 해에 아틀레티코는 메트로폴리타노 경기장에서 레알 마드리드를 5-0으로 이겼는데, 이는 구단이 거둔 마드리드 더비 역사상 최다 점수차 승리 경기였다.

### 황금기

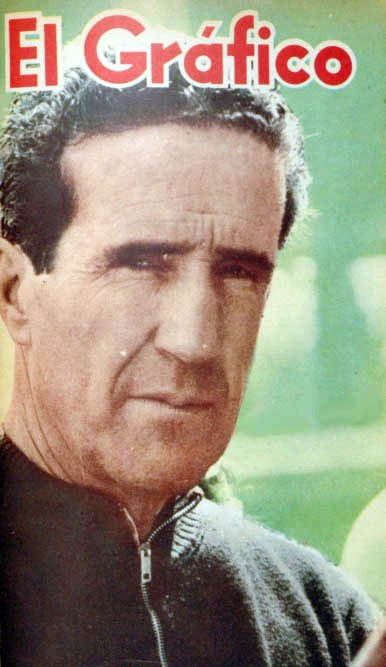
엘레니오 에레라는 아틀레티코를 지휘하여 두 차례의 라 리가 우승을 거두었다

엘레니오 에레라의 임기에, 라르비 벤바레크의 활약에 힘입어, 아틀레티코는 1949-50 시즌과 1950-51 시즌에 2년 연속 라 리가 우승을 거두었다. 에레라가 1953년에 구단을 떠난 후, 아틀레티코는 레알 마드리드와 바르셀로나에게 남은 1950년대동안 뒤처지기 시작하였고, 그 동안 아틀레티코는 아틀레틱 빌바오와 스페인의 3인자 자리를 놓고 경합하였다.
그러나, 1960년대와 1970년대에, 아틀레티코 마드리드는 바르셀로나의 2인자 자리를 크게 위협하였다. 1957-58 시즌, 페르디난트 다우치크는 아틀레티코 감독직에 올라 라 리가 준우승으로 팀을 이끌었다. 그 결과, 아틀레티코는 라 리가를 우승한 레알 마드리드가 유러피언컵도 석권함에 따라 1958-59 시즌의 유러피언컵에 진출하였다. 브라질인 중앙 공격수 바바와 엔리케 코야르에 힘입어, 아틀레티코는 드룸콘드라, CSKA 소피아와 샬케 04를 연파하고 대회 준결승전에 올랐다. 준결승전에서, 아틀레티코는 레알 마드리드를 만났는데, 레알은 베르나베우에서 열린 1차전을 2-1로 이겼고, 2차전에는 아틀레티코가 메트로폴리타노에서 1-0으로 이겼다. 합계에서 양측이 동률을 이룸에 따라, 사라고사에서의 재경기가 열렸고, 이 경기에서 레알이 2-1로 승리하였다.
그러나, 아틀레티코는 호세 비얄롱가 전 레알 마드리드 감독의 지휘 하에 반격에 성공했는데, 1959-60 시즌과 1960-61 시즌의 코파 델 헤네랄리시모 결승전에서 두 시즌 연속으로 레알 마드리드를 꺾으며 복수하였다. 1962년, 아틀레티코는 피오렌티나와의 결승전에서 재경기 끝에 3-0 승리를 거두고 컵위너스컵 우승을 거두었다. 아틀레티코 마드리드의 컵위너스컵 우승이 중요한 업적인 이유는 레알 마드리드는 대회 폐지 전까지 우승을 거두지 못한 유일한 대회였기 때문이었다. 그 다음 시즌인, 1962-63 시즌에도 같은 대회의 결승전에 도달하였으나, 잉글랜드의 토트넘 홋스퍼에 1-5로 패해 준우승에 만족해야 했다. 엔리케 코야르는 이 시기에도 여전히 중요한 선수로 자리를 잡았고, 미드필더 미겔 존스나, 중원 플레이메이커인 아델라르도와 함께 맹활약하였다.
아틀레티코 팬들에게는 불행히도 황금기가 거함 레알 마드리드의 전성기와 겹쳤다. 1961년과 1980년 사이, 레알 마드리드는 14차례 라 리가를 우승하며 스페인 축구를 지배하였다. 이 시기에 아틀레티코만에 레알의 대항마로 견줄만 하였는데, 1966년, 1970년, 1973년, 그리고 1977년에 라 리가 정상에 올랐고, 1961년, 1963년, 그리고 1965년에는 준우승으로 시즌을 마감하였다. 또한 코파 델 헤네랄리시모에서 1965년, 1972년, 그리고 1976년에 세 차례 우승을 차지하였다. 1965년, 레알 마드리드와의 라 리가 우승 경쟁 끝에 준우승을 거둔 시즌에, 아틀레티코는 8년만에 처음으로 베르나베우에서 레알 마드리드를 잡은 구단으로 기록되었다.

### 유러피언컵 준우승
아틀레티코는 메트로폴리타노 경기장을 떠나 만사나레스 강변의 비센테 칼데론의 새 구장으로 이전했는데, 이 구장에서 1966년 10월 2일, 발렌시아를 상대로 첫 경기를 치렀다.

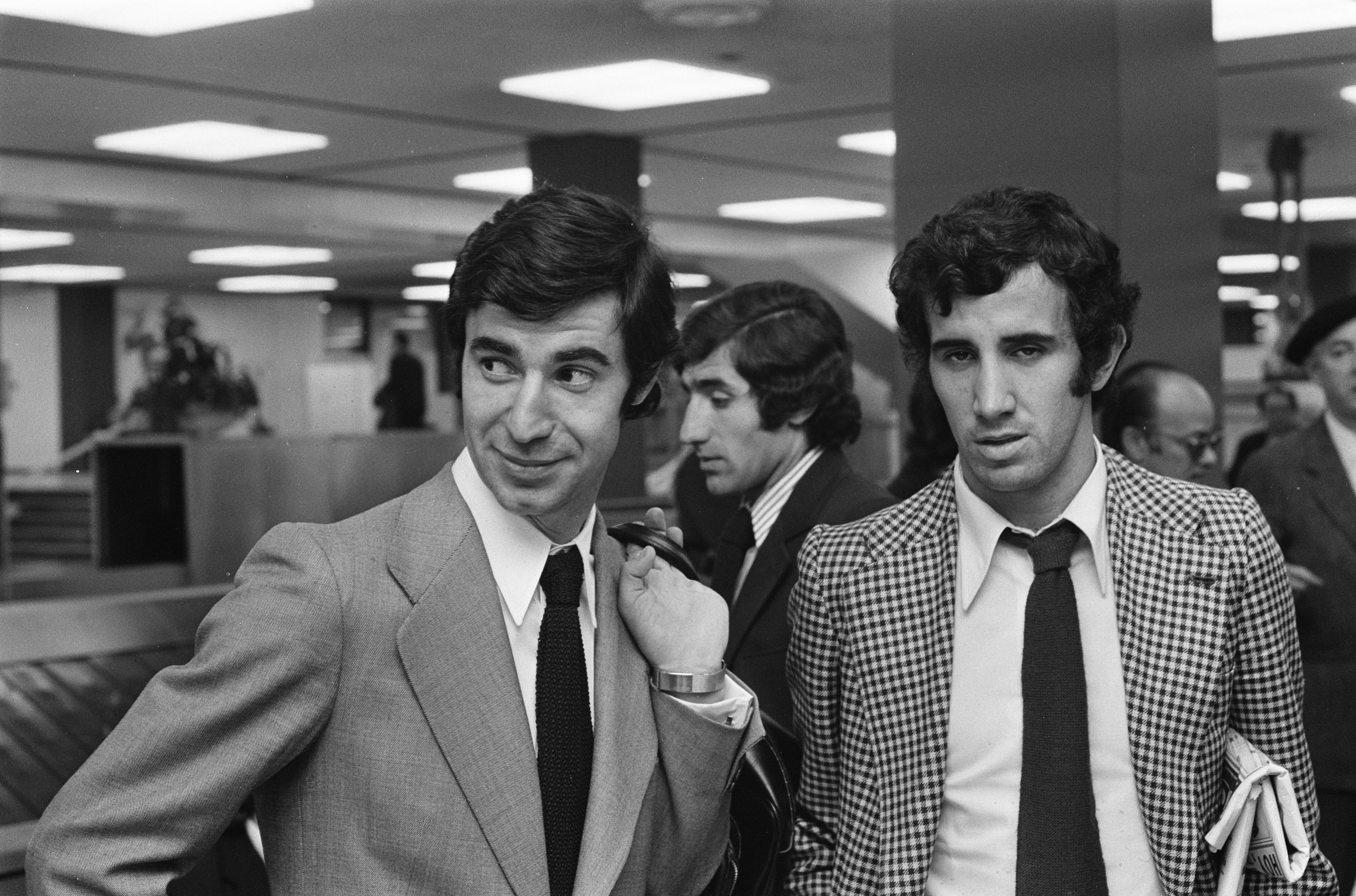
호세 에울로히오 가라테와 하비에르 이루레타는 아틀레티코의 1974년 유러피언컵 결승행의 핵심 공격 자원이었다

이 시대의 주요 선수로는 노장이 된 된 아델라르도와 골잡이 루이스 아라고네스, 하비에르 이루레타, 그리고 호세 에울로히오 가라테가 있었다. 후자의 선수는 트로페오 피치치를 1969년, 1970년, 1971년에 3차례 차지하였다. 1970년대에 아틀레티코는 몇 아르헨티나인 용병들을 고용하였는데, 당시 입단한 선수로는 루벤 아얄라, 파나데로 디아스, 그리고 라몬 "카초" 에레디아, 그리고 후안 카를로스 로렌소 감독이었다. 로렌소는 징계, 경고, 그리고 상대 경기의 방해를 전술의 골자로 삼았는데, 그의 전술은 논란이 수반되었으나, 1973년에 라 리가를 우승하고, 1974년에 유러피언컵 결승전에 진출하며 선택이 적중했음을 증명하였다. 아틀레티코는 결승으로 가는 길목에서 갈라타사라이, 디나모 부쿠레슈티, 츠르베나 즈베즈다, 그리고 셀틱을 격파하였다. 셀틱과 맞닥뜨린 준결승 원정 경기에서, 아틀레티코는 난투 끝에 아얄라, 디아스, 그리고 교체선수였던 키케를 모두 퇴장으로 잃었으며, 대회 역사상 의도적인 반칙으로 얼룩진 최악의 사례로 회자되었다. 이 고의적인 반칙으로 난무한 경기에서 0-0 무승부를 기록하였고, 이어지는 안방 2차전 경기에서 가라테와 아델라르도의 연속골로 2-0 승리를 쟁취하였다. 그러나, 에젤 경기장에서 열린 결승전에서 아틀레티코는 패하였다. 프란츠 베켄바워, 제프 마이어, 파울 브라이트너, 울리 회네스, 그리고 게르트 뮐러가 포진한 바이에른 뮌헨을 상대로, 아틀레티코는 우위를 점하였다. 아얄라, 디에스, 그리고 키케가 출장 정지 징계로 결장함에도 불구하고, 경기를 7분 남기고 연장으로 끌고 갔다. 아라고네스는 결승골이 될 뻔한 놀라운 곡선 프리킥으로 득점하였다. 그러나, 경기 막판에 바이에른 수비수인 게오르크 슈바르첸베크가 22미터에서 미겔 레이나 아틀레티코 골키퍼를 무력화시키는 동점골을 기록하였다. 이틀 뒤, 에젤 경기장에서 열린 재경기는, 바이에른의 회네스와 뮐러에게 각 2골씩 실점하며 아틀레티코가 0-4로 완패하였다.

### 아라고네스의 임기

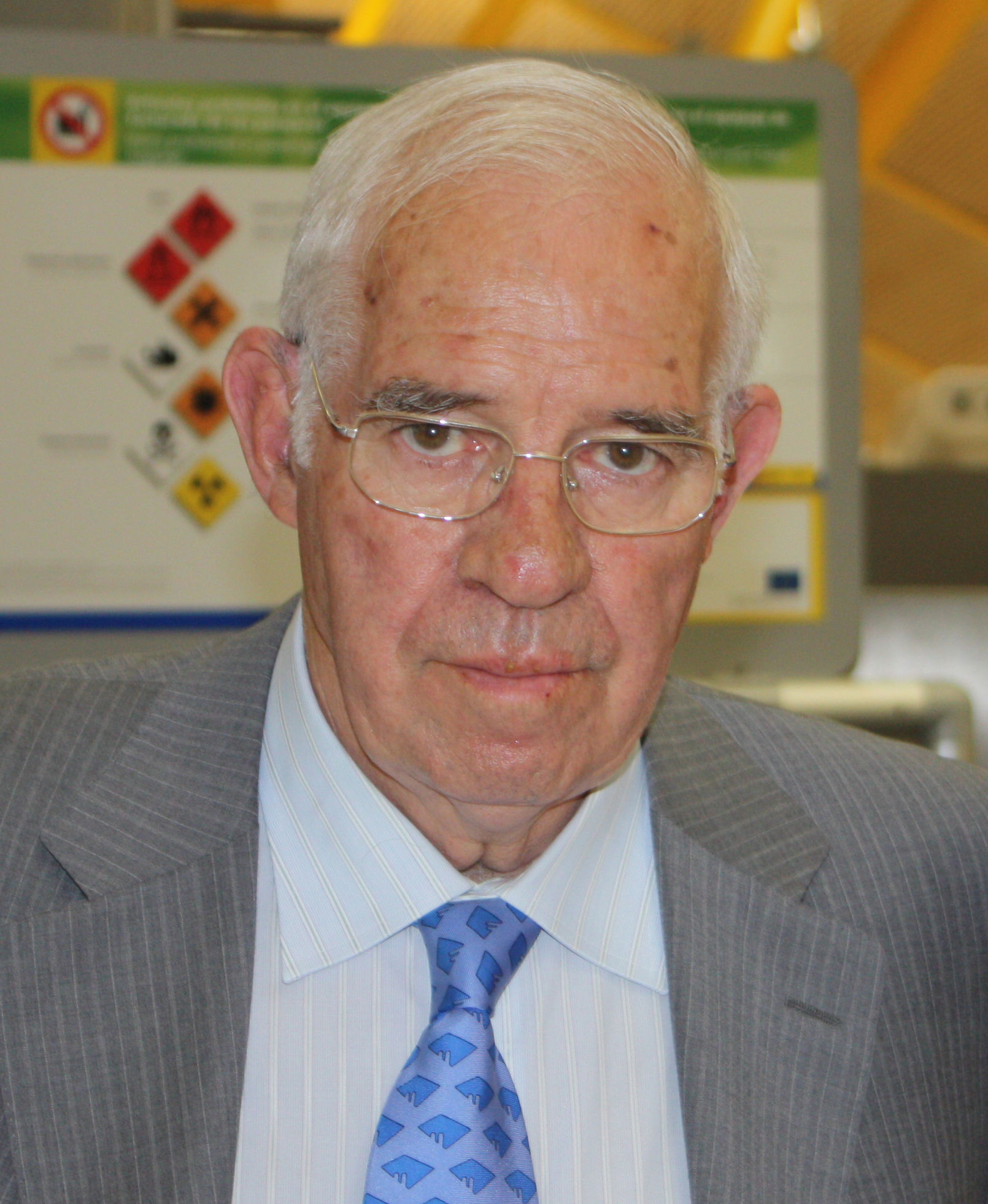
루이스 아라고네스는 아틀레티코의 역대 최다 득점자이며, 구단의 감독을 4차례 역임하였다

유러피언컵 준우승 직후, 이 시점까지 아틀레티코의 선수로 활약하던 루이스 아라고네스를 감독으로 내정했다. 아라고네스는 1974년부터 1980년, 1982년에서 1987년, 1991년부터 1993년, 그리고 2002년부터 2003년까지 감독직을 네 차례 나누어 역임하였다. 그의 임기에서의 성공은 바이에른 뮌헨이 바쁜 일정으로 인터콘티넨털컵에 불참하게 되면서 찾아오게 되었고, 아틀레티코는 바이에른을 대신하여 이 대회에 참가하였다. 상대는 아르헨티나의 인데펜디엔테로, 원정에서 0-1로 졌지만, 2차전 안방 경기에서 하비에르 이루레타와 루벤 아얄라의 골로 2-0 승리를 거두었다. 아라고네스는 이어서 1976년에 코파 델 레이 우승, 1977년에 라 리가 우승을 거두었다.
아라고네스는 그의 두 번째 임기 와중에 1985년, 라 리가 준우승과 코파 델 레이 우승을 이룩하였다. 그는 19번 리그 득점을 기록하여 트로페오 피치치를 획득한 우고 산체스의 도움을 받았다. 산체스는 코파 델 레이 결승전에서 2골을 삽입하며 아틀레틱 빌바오를 2-1로 제압하였다. 그러나, 산체스는 알레티로 계속 활약하지 않았고, 이후 도시를 가로질러 레알 마드리드로 이적하였다. 아라고네스는 산체스의 공백에도 불구하고 1985년의 수페르코파 데 에스파냐를 우승하고 1986년의 컵 위너스컵 결승전에 진출하여 계속 성공가도를 달려나갔다. 그러나, 아틀레티코는 디나모 키이우에 0-3으로 패하며 3회 연속 유럽대항전 결승전 패배를 기록하였다.

### 전환기

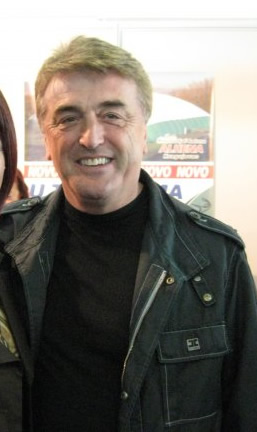
라도미르 안티치는 헤수스 힐 회장의 임기에 3차례 아틀레티코 감독을 맡았는데, 이 중 1996년에는 리그와 컵을 모두 석권했다.

1987년, 논란의 정치인이자 사업가인 헤수스 힐이 구단 회장으로 취임하여 구단을 운영했고,(그 동안 1992년에 시민 구단에서 스포츠 공개 유한 법인으로 전환하면서 1Pta도 지불하지 않고 지분 95%를 부적절하게 빼돌리는 사기죄를 범하기도 했다.) 2003년 5월에 사임하기 전까지 이 자리를 차지했다.
아틀레티코는 리그 우승에 절실히 목을 매었지만 10년 동안 우승을 거두지 못하였다. 힐 회장은 취임하자 지갑을 열었고, 거액의 이적을 성사시켰는데, 예를 들어 포르투갈의 측면 미드필더이자 포르투에서 갓 유러피언컵을 우승한 파울루 푸트르를 끌어드렸다. 수 차례의 거액 이적에도 불구하고, 1991년과 1992년의 코파 델 레이를 2년 연속 우승하는데 그쳤고, 리그 우승은 요원했다. 같은 시기, 아틀레티코가 리그 우승에 가장 근접했던 시기는 1990-91 시즌이었지만, 요한 크라위프의 바르셀로나에 10점차로 밀리며 준우승에 만족해야 했다. 그 전차로, 힐 회장은 구단을 무자비하게 운영하는 것으로 악명을 떨치기 시작했다. 리그 정상에 등극하기 위해 세사르 루이스 메노티, 론 앳킨슨, 하비에르 클레멘테, 토미슬라브 이비치, 프란시스코 마투라나, 알피오 바실레는 물론 구단 전설인 루이스 아라고네스까지 유명 감독의 선임과 경질을 반복하였다.
더 나아가, 힐은 1992년에 구단 유소년부를 해체하기도 하였으며, 그로 인해 당시 15세였던 라울이 도시를 가로질러 레알 마드리드에서 전세계적인 명성을 쌓으면서 이 결정이 치명적인 실수라는 것이 증명되었다. 유소년부 해체는 힐이 구단 재조정을 위해 사업을 추진하는 과정에서 발생했다. 아틀레티코 마드리드는 당시 스페인 유한회사법에 따라 개인이 구단의 지분을 매입하고 매각할 수 있는 특수 법인으로 새로 도입된 스포츠 공개 유한 법인으로 등록되었다.
1994-95 시즌, 아틀레티코는 리그 최종일에 무승부를 거두며 간신히 강등을 피하였다. 이 일로 인해 1995년 여름 이적 시장에서 또다시 감독 교체와 선수 대 방출로 이어졌다. 예상과 다르게, 이듬해 1995-96 시즌에 라도미르 안티치가 신임 감독으로 취임하고, 잔류를 선택한 토니, 로베르토 솔로사발, 델피 젤리, 후안 비스카이노, 호세 루이스 카미네로, 디에고 시메오네, 그리고 키코와 신입생 밀린코 판티치, 류보슬라프 페네프, 산티 데니아, 그리고 호세 프란시스코 몰리나의 합작으로 오랜 기간 노리던 리그 우승컵 사냥에 종지부를 찍었으는데, 아틀레티코는 이 시즌에 라 리가/코파 델 레이 2관왕을 이룩하였다.
다음 시즌인 1996-97 시즌, 아틀레티코는 사상 처음으로 챔피언스리그 진출에 성공하였다. 기대와 야망 속에, 여름 이적시장에서 후안 에스나이데르가 레알 마드리드에서 이적하였고, 유로 1996에서 체코의 준우승 주역이었던 라데크 베이블이 구단에 합류하였다. 두 대회에서 활약하는 아틀레티코는 일찍이 라 리가 우승 경쟁을 접었고, 챔피언스리그 8강전에서는 연장까지 가는 접전 끝에 아약스에게 패하였다. 1997-98 시즌을 앞두고, 크리스티안 비에리와 주니뉴를 영입하기 위해 거액의 이적료를 다시 지출했다. 그러나 성사에 만족하지 않던 힐은 세부 전략을 변경했고, 3년 동안 구단 감독을 맡은 안티치는 1998년 여름에 아리고 사키에게 지휘봉을 내주었으나, 사키 또한 6개월 만에 구단을 떠났다. 안티치는 1999년에 다시 아틀레티코 감독으로 복귀했지만, 얼마 지나지 않아 클라우디오 라니에리가 그를 대신해 시즌 남은 기간 동안 선수단을 지휘했다. 1999-2000 시즌은 아틀레티코 역사상 최악의 참사로 평가되는 시즌이었다. 1999년 12월, 힐과 그의 이사진은 구단 재정의 오용으로 영업 정지령을 받았고, 수사 작업 착수로, 정부가 임명한 호세 마누엘 루비 행정가가 아틀레티코의 일상 운영을 대행했다. 헤수스 힐 회장이 구단 활동으로부터 퇴출되면서, 구단은 곤경에 빠졌고, 선수들은 형편 없는 활약을 선보였다. 라니에리는 구단이 20개 구단들 중 17위에 처지면서 강등권의 수렁에 빠지자 사임하였다. 안티치가 복귀하여 3번째 감독 임기를 역임하였으나 불가피한 운명을 막기에 역부족이었다. 코파 델 레이에서는 결승까지 진출했지만, 리그에서는 66년 만에 사상 2번째로 2부 리그에 강등되었다.
아틀레티코는 세군다 디비시온에서 2년을 보냈는데, 2000-01 시즌에는 간발의 차이로 승격을 놓쳤고, 이듬해인 2002년에 세군다 디비시온을 우승하여 1부 리그에 복귀했다. 루이스 아라고네스는 그의 아틀레티코 4번째이자 마지막 임기에 선수단을 다시 라 리가로 올렸다. 그는 이듬해에도 아틀레티코 감독을 역임하며, 페르난도 토레스가 라 리가 신고식을 치르게 했다.

### 재건

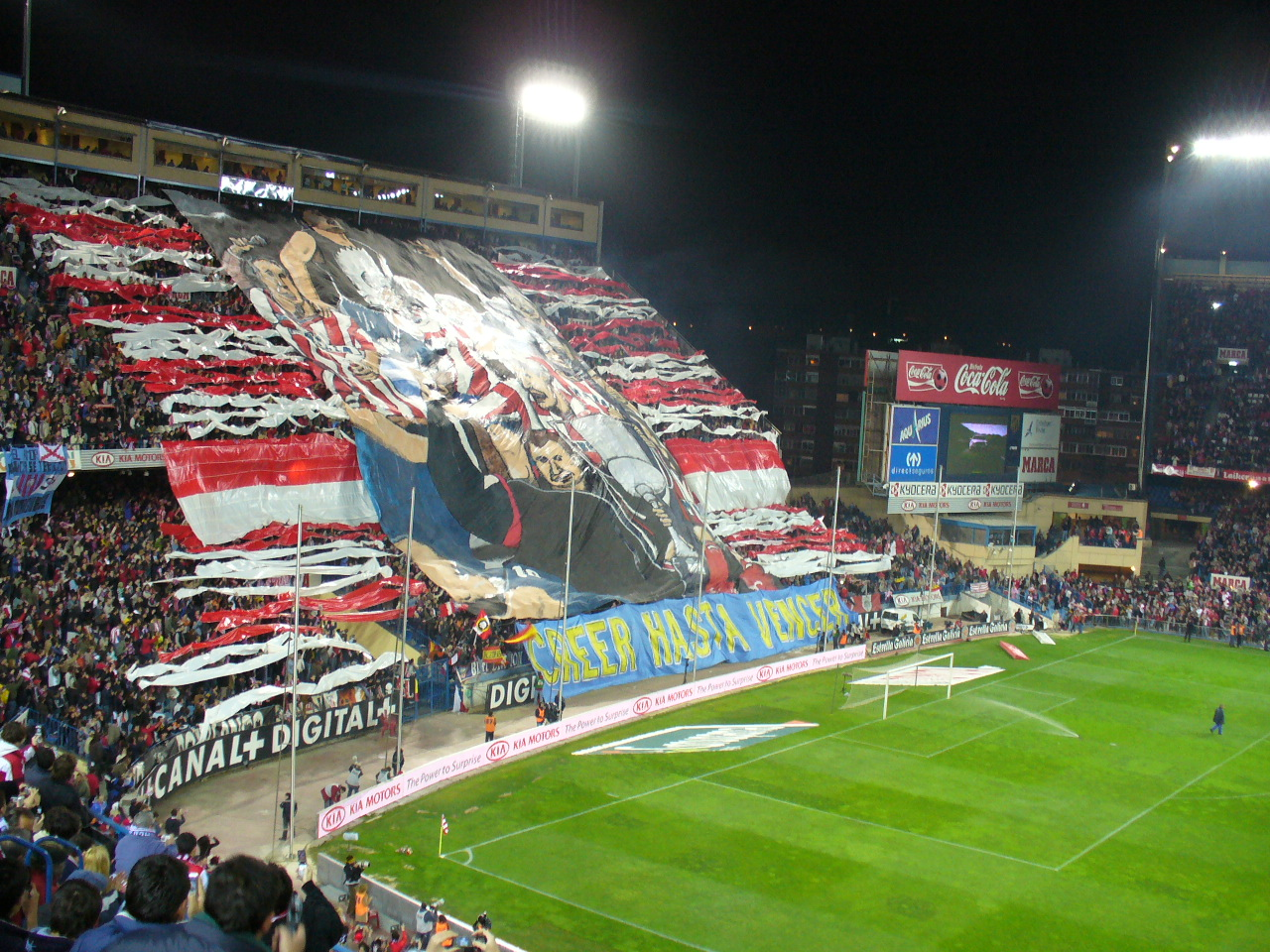
2007년 2월, 마드리드 더비전을 앞두고 비센테 칼데론에 웅집한 아틀레티코 관중들

2006년, 아틀레티코는 포르투갈의 미드필더 코스티냐와 마니시와 함께 아르헨티나 공격수 세르히오 아궤로를 영입하였다. 2007년 7월, 페르난도 토레스는 €38M의 이적료에 리버풀로 이적하였고, 루이스 가르시아는 토레스 이적과 무관하게 리버풀에서 아틀레티코로 이적하였다. 구단은 또한 우루과이 국가대표이자 전 유러피언 골든슈 / 피치치 수상자인 디에고 포를란을 비야레알로부터 약 €21M에 영입하였다. 그 외로 벤피카에서 포르투갈 측면 미드필더 시망을 €20M에, 아스널에서 또다른 측면 미드필더 호세 안토니오 레예스를 €12M에 영입하였다.
2007년 7월, 아틀레티코 이사진은 마드리드 시와의 합의를 통해 경기장을 매각하고 시가 소유한 올림픽 경기장로 이전하기로 결정하였다. 새 구장은 2016년을 기점으로 아틀레티코가 €30.4M에 매입해 소유하게 될 예정이었다. 마드리드는 2016년 하계 올림픽 유치를 신청하였지만, 최종적으로 브라질 히우 지 자네이루가 개최권을 쟁취해 갔다.
2007-08 시즌, 아틀레티코는 근 10년 들어 가장 성공적인 한 해를 보냈다. 구단은 UEFA컵의 32강에 진출하였으나, 볼턴 원더러스에 패퇴했다. 같은 시즌, 아틀레티코는 코파 델 레이 8강에 진출하였으나 나중에 우승을 차지하는 발렌시아에 패하였다. 그해 가장 큰 성과를 낸 라 리가에서는 4위로 시즌을 마감하며 1996-97 시즌 이래 처음으로 챔피언스리그 진출권을 확보하였다.

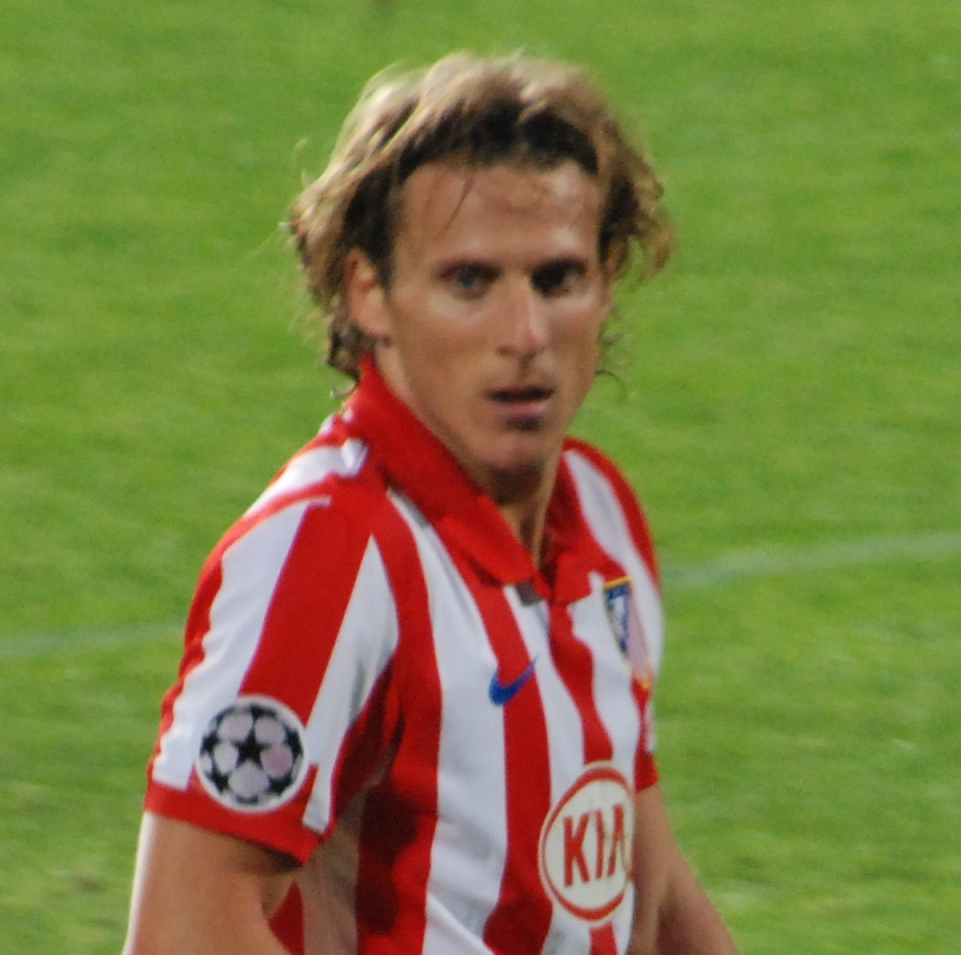
2008-09 시즌 동안 디에고 포를란은 라 리가에서 32골을 득점하며 스페인과 유럽의 최다 득점자가 되었다.

2009년 2월 3일, 하비에르 아기레는 2009년에 6경기 무승으로 끔찍한 시작을 끊은 것에 대해 해임되었다. 그러나, 아기레 감독의 말에 따르면 이는 정확한 사실이 아니였으며, 경질이 아니라 상호 계약 해지로 클럽을 나갔다고 훗날 주장하였다. 그의 해임에 대해 아틀레티코의 본질적 문제는 그에게 없었다는 여론으로 디에고 포를란 선수를 비롯하여 공개적인 분노를 표출하기도 했다. 포를란은 "하비에르를 해임한 것은 쉬운 해결책이나, 문제는 그가 경질을 초래하지 않았다는 것입니다. 우리가 부진하여 많은 실수를 저질렀기 때문에 선수들이 비난의 대상이다."라며 전 감독을 두둔하였다. 아기레가 떠난 후, 아벨 레시노가 아틀레티코의 신임 감독으로 취임하였다.
아틀레티코의 성공은 시즌 후반기에 계속되었으며, 리그 순위에서 또다시 4위에 올라, 챔피언스리그 플레이오프 진출권을 획득하였다. 공격수 디에고 포를란은 아틀레티코 소속으로 32골을 기록하며 트로페오 피치치를 획득하였고, 유러피언 골든슈도 그의 몫이 되었다. 아틀레티코는 국내 무대 성공을 발판삼아 다음 시즌의 챔피언스리그를 위해 스쿼드 보강의 기회를 잡았다. 아틀레티코는 노장 골키퍼인 레오 프랑코와 결별하고, 유소년팀에서 다비드 데 헤아를 차출했으며, 유망한 유망주인 세르히오 아셍호를 바야돌리드에서 영입하였다. 아틀레티코는 또한 베티스의 스페인 국가대표 수비수인 후아니토를 자유 이적으로 영입하였다. 대형 구단들이 아틀레티코의 거성인 아궤로와 포를란을 영입하기 위해 압박했지만, 아틀레티코는 주 득점원인 이들 둘을 잔류시키며 다음 시즌의 기대를 더욱 키웠다.
그러나, 2009-10 시즌이 개막하고 많은 실점과 많은 패배로 시즌을 부진하게 시작하였다. 설상가상으로 10월 21일, 아틀레티코는 잉글랜드 첼시와의 조별 리그 경기에서 0-4로 짓밟히며 상황이 악화되었다. 이 대패로 아틀레티코 이사진은 아벨 레시노의 해임을 공식 발표하기에 이르렀다. 전 덴마크 선수인 미카엘 라우드루프와의 협상이 결렬되자, 아틀레티코 마드리드는 키케 플로레스와 시즌 남은 기간 동안 함께하기로 결정하였다.

### 유럽대항전 성공과 디에고 시메오네

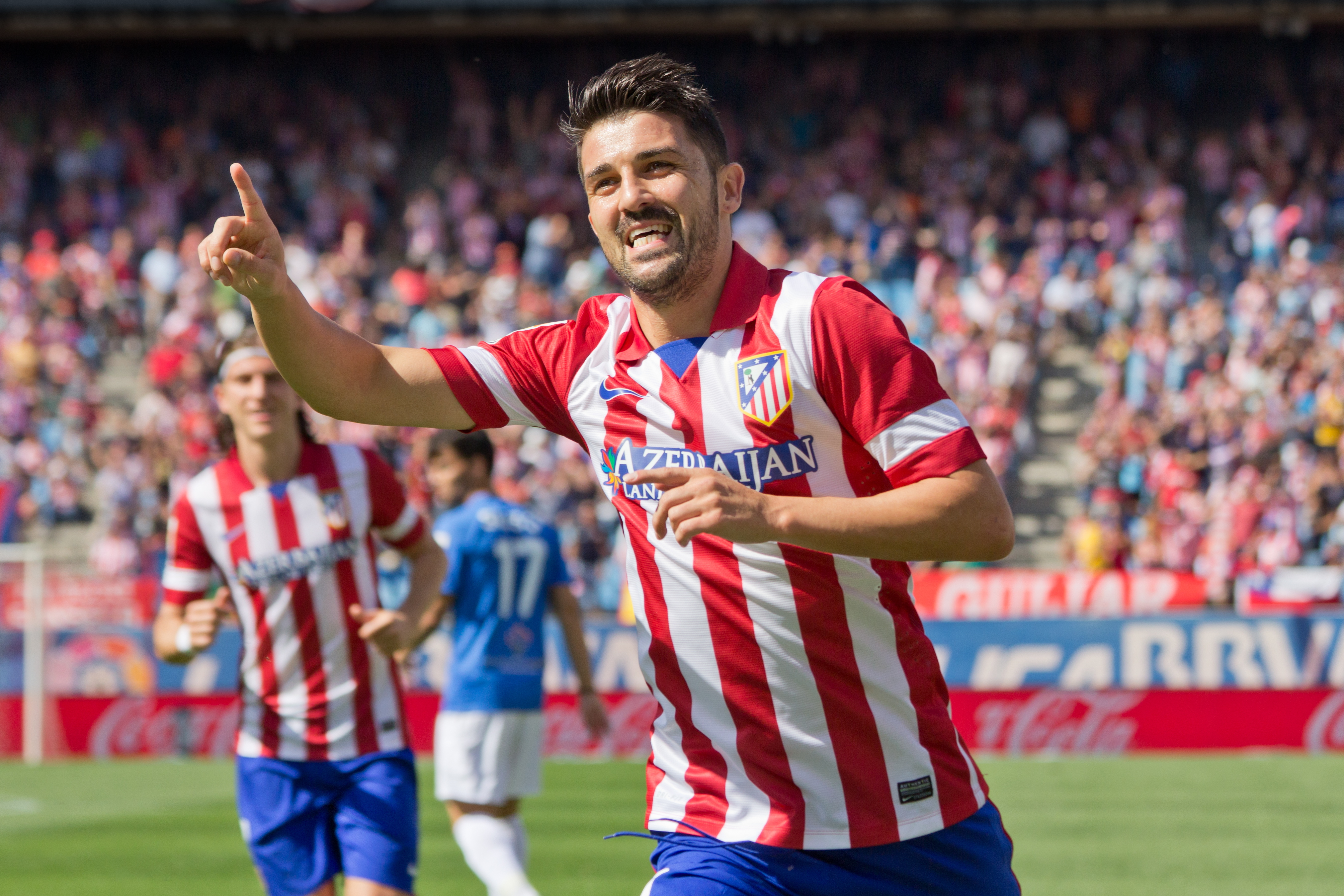
다비드 비야는 아틀레티코의 2013-14 시즌 라 리가 우승에 일조했다.

산체스 플로레스 감독이 2009년 10월에 취임하면서, 아틀레티코는 많은 대회에서 개선된 모습을 보였다. 아틀레티코는 2009-10 시즌 동안 라 리가에서 계속해서 뒤처지며 9위로 한 해를 마감했고, 챔피언스리그도 조별 리그 3위로 탈락해 유로파리그 32강으로 무대를 옮겼다. 그러나, 아틀레티코는 유로파리그를 32강부터 시작해 리버풀을 준결승전에서, 그리고 풀럼을 2010년 5월 12일에 함부르크의 폴크스파르크슈타디온에서 열린 결승전에서 연파하고, 사상 첫 대회 우승을 거두었다. 디에고 포를란은 이 결승전에서 2골을 기록했고, 이 중 2번째 골은 116분에 터진 연장전 결승골로 아틀레티코의 2-1 승리를 견인했다.
이번 우승으로, 아틀레티코는 1961-62 시즌 유러피언 컵위너스컵을 우승한 이래 처음으로 유럽대항전 정상을 차지했다. 아틀레티코는 2010년 5월 19일에 바르셀로나의 캄 노우에서 열린 세비야와의 코파 델 레이 결승전에도 진출하였으나, 0-2로 패하였다. 유로파리그 우승으로, 아틀레티코는 2010년 8월 27일, 모나코 루이 2세 경기장에서 2009-10 시즌 챔피언스리그를 우승한 인테르나치오날레와 UEFA 슈퍼컵을 놓고 경합했다. 아틀레티코는 호세 안토니오 레예스와 세르히오 아궤로의 연속골로 2-0으로 이기며 사상 첫 UEFA 슈퍼컵을 획득하였다.
아틀레티코는 2010-11 시즌을 상대적으로 실망스럽게 보냈는데, 리그에서는 7위에 그쳤고, 코파 델 레이는 8강에서, 그리고 유로파리그는 조별 리그에서 각각 탈락했다. 결국 산체스 플로레스 감독은 시즌이 끝나기도 전에 구단과의 결별했고, 그의 후임으로 전 세비야 감독이었던 그레고리오 만사노 감독이 취임했다. 만사노는 아틀레티코의 유로파리그 진출권을 손에 넣었다. 그러나, 만사노도 2011년 12월에 라 리가에서의 성적 부진으로 해임되었고, 디에고 시메오네가 후임 감독으로 부임했다.
시메오네는 팀을 유로파리그 우승으로 이끌며 대회 출범 3년 만에 2번째 우승을 거두었다. 2012년 5월 9일, 아틀레티코는 부쿠레슈티에서 열린 결승전에서 라다멜 팔카오와 지에구의 쐐기골로 아틀레틱 빌바오를 3-0으로 이겼다. 유로파리그를 한 번 더 우승하면서 아틀레티코는 전 시즌 챔피언스리그를 우승한 첼시와 UEFA 슈퍼컵을 놓고 경합했다. 이 경기는 2012년 8월 31일에 모나코의 루이 2세 경기장에서 열렸고, 아틀레티코는 팔카오의 전반전 해트트릭에 힘입어 4-1 대승을 거두었다. 2013년 5월 16일, 아틀레티코는 코파 델 레이 결승전에서 레알 마드리드를 상대하였는데, 이 경기에서 치열한 경기 끝에 양측 모두 10명만 남았다. 이 경기 끝에, 아틀레티코는 14년 만에 25경기 마드리드 더비 첫 승리를 거두었는데, 최종적으로 이 경기에서 2-1로 이기면서 아틀레티코는 1년을 약간 넘은 기간 동안 3개의 우승컵을 품었다.

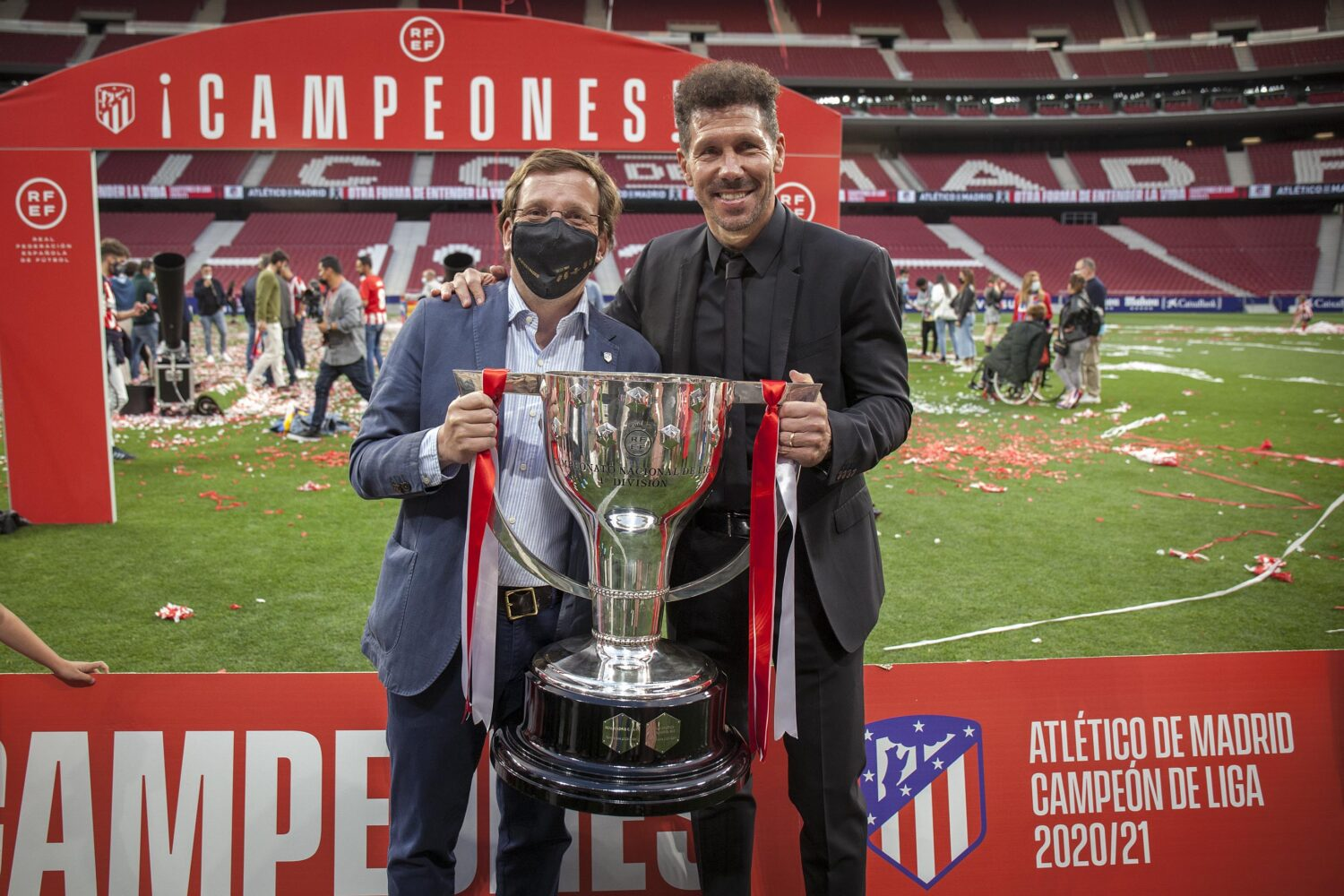
2021년 5월 23일, 라 리가 우승컵을 들고 있는 시메오네

2014년 5월 17일, 캄 노우에서 바르셀로나와 1-1로 비기면서, 아틀레티코는 라 리가 우승을 차지했는데, 구단은 1996년 이래 처음으로 정상에 올랐으며, 라 리가는 2003-04 시즌 이래 처음으로 바르셀로나나 레알 마드리드가 아닌 다른 구단을 우승 구단으로 배출했다. 1주일 후, 아틀레티코는 연고지의 경쟁 구단을 상대로 1974년 이래 첫 챔피언스리그 결승전을 치렀는데, 같은 연고지의 두 구단이 맞붙은 첫 대회 결승전이었다. 아틀레티코는 디에고 고딘의 전반전 선제골로 앞서나갔지만, 후반 추가 시간 3분에 세르히오 라모스에게 코너킥을 머리로 헌납하면서 승부가 원점으로 돌아갔다. 경기는 연장전으로 이어졌고, 아틀레티코는 레알 마드리드에 1-4로 패하면서 준우승에 머물렀다. 아틀레티코는 2015-16 시즌에도 챔피언스리그 결승전에 올라 3시즌 중 2번을 대회 결승전에 올랐고, 또다시 레알 마드리드와 맞대결을 벌였지만, 여기에서도 1-1로 비긴 끝에 승부차기로 패해 우승에 실패했다.
2017년 5월 21일, 구단은 비센테 칼데론에서 마지막 안방 경기를 치렀고, 이후 구장을 마드리드 동부의 새롭게 단장한 메트로폴리타노 경기장으로 옮겼다.
2018년, 새 구장으로 이전한 첫 시즌에 근 9년 동안이자 통산 3번째 유로파리그 우승을 달성했는데, 리옹 광역시의 파르크 올랭피크 리요네에서 열린 마르세유와의 결승전에서 앙투안 그리즈만의 2골과 주장 가비의 고별골에 힘입어 3-0으로 이겼다. 아틀레티코는 이어서 탈린의 릴레퀼라 아레나에서 열린 레알 마드리드와의 UEFA 슈퍼컵 경기에서 4-2로 이기며 또다시 이 대회를 우승했다. 2021년 5월 22일, 아틀레티코는 호세 소리야에서 열린 바야돌리드와의 2020-21 시즌 최종전에서 2-1 역전승을 거두고 7년 만에 다시 라 리가 정상을 탈환했다.

## 경쟁 관계

### 마드리드 더비

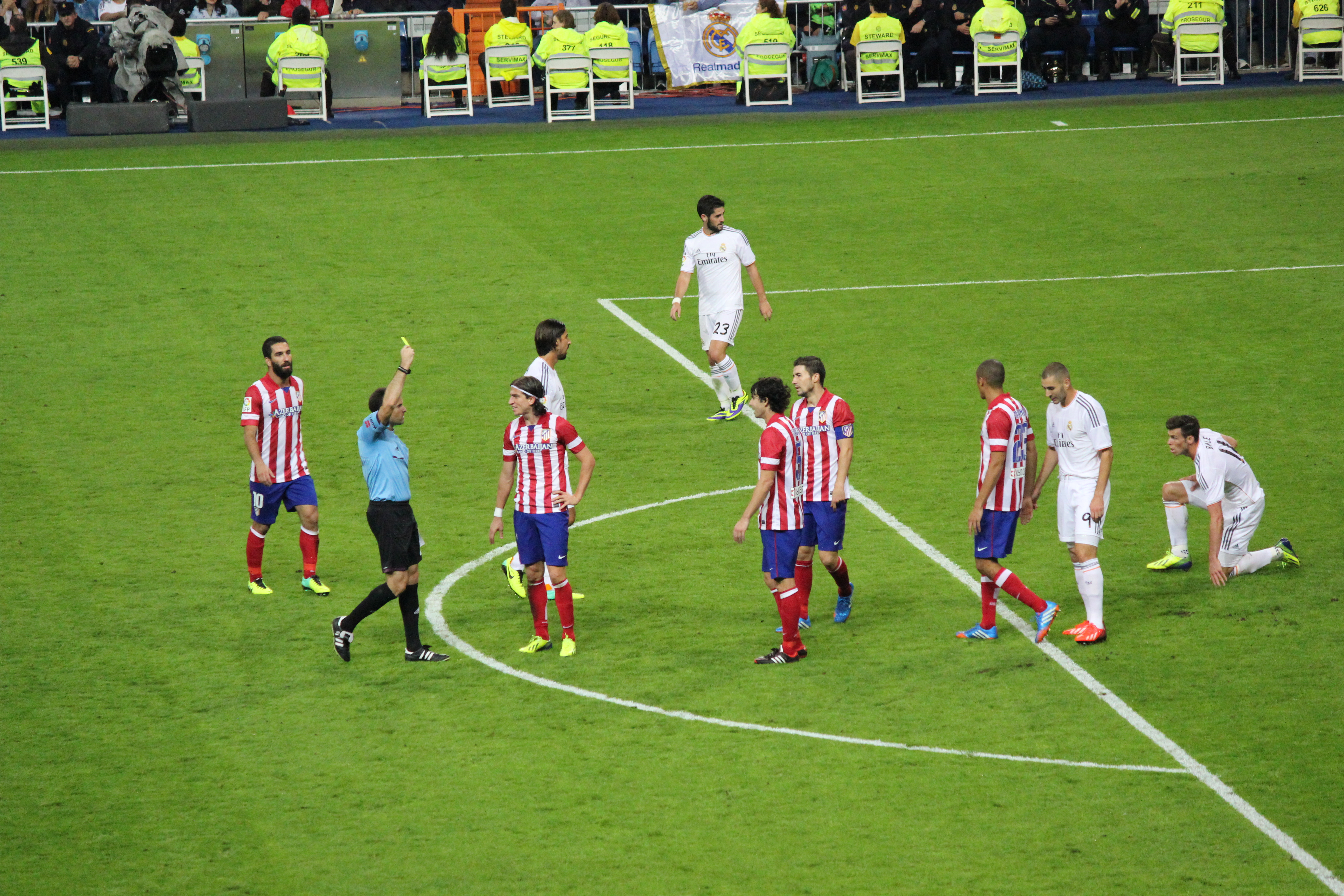
2014년, 마드리드 더비 경기

레알 마드리드와 아틀레티코 마드리드는 정체성과 엇갈리는 행보로 극명히 대조되는 두 구단이다. 레알 마드리드는 산티아고 베르나베우의 상류층 밀집지역인 북부 마드리드의 차마르틴 연고인데 반해, 아틀레티코의 전 안방인 비센테 칼데론은 도심에서 1.8km 떨어진 중남부 마드리드의 노동계급 밀집지역 아르간수엘라를 연고로 했다. 역사적으로 레알 마드리드는 기득권의 구단으로 비추어졌다. 이에 반해 프란시스코 프랑코의 철권통치기 초반에 정권으로부터 지지받던 아틀레티코 마드리드는 반항 정신(sentimiento de rebeldía)의 상징으로 간주되었다. 아틀레티코는 공군 구단과 합병해 아틀레티코 아비아시온으로 개칭했었고, 1950년대에 레알 마드리드를 선전도구로 써먹기 전까지 동행했다.
물론, 독재 정권은 스페인이 국제적으로 고립된 시기에 레알 마드리드가 유러피언컵 5연패를 달성했을 때 이를 정치적 선전 수단으로 이용하려 들었다 한 때 프랑코 정권의 외교부 장관을 역임했던 페르난도 마리아 데 카스티에야는 "레알 마드리드는 우리가 보유했던 최고의 외교관들이다"라고 언급한 적도 있다. 이 관념은 도시의 축구 정체에 있어서 공동 인식을 두드려 큰 영향을 주었다. 그로 인해, 아틀레티코 지지자들이 "마드리드 만세, 마드리드 만세, 정부의 팀, 국가의 수치" (Hala Madrid, hala Madrid, el equipo del gobierno, la vergüenza del país) 라고 마드리드 찬가를 개사하여 가장 자주 부르는 자들로 추측되고 있다.
최근 전까지 아틀레티코 마드리드는 숙적과의 싸움에서 크게 고전했는데, 2012-13 시즌에 14년이 지나서야 무승 기록에 종지부를 찍을 수 있었다. 이 연속 무승의 기록은 2013년 5월 17일에 깨졌는데, 아틀레티코는 연고지 숙적을 산티아고 베르나베우에서 열린 2013년 코파 델 레이 결승전에서 2-1로 이기며 수렁에서 빠져나왔고, 2013년 9월 29일에는 베르나베우에서 또다시 1-0으로 이기며 연속 승리를 거두었다.

### 바르셀로나와의 악연
마드리드 더비만큼은 아니지만, 아틀레티코는 바르셀로나와도 오랜 악연을 이어오고 있는데, 이도 또한 스페인 축구의 또다른 "고전 더비"로 인식된다. 한때 카탈루냐 구단 쪽으로 우세가 기울었지만, 2010년대에 접어들면서 두 구단의 경쟁관계는 팽팽해졌는데, 2016년 챔피언스리그 8강전에서는 아틀레티코 마드리드가 바르셀로나를 꺾었고, 프랑스 국가대표 공격수 앙투안 그리즈만이 마드리드 연고 구단에서 카탈루냐의 숙적 구단으로 2019년에 이적하면서 갈등의 골은 깊어졌고,(이후 그는 2021년에 바르셀로나의 재정난으로 아틀레티코로 복귀했다) 루이스 수아레스도 2020년에 아틀레티코로 깜짝 이적하면서, 알레티의 리그 우승에 큰 역할을 하기도 했다. 그러나, 예나 지금이나, 아틀레티코의 최대 경쟁 구단은 이웃 "머랭 군단"이다.

## 리그 기록

### 시즌별 기록

알레티의 스페인 리그 역대 순위 변동표

| 시즌    | 리그 | 리그명 | 순위 | 코파 델 레이 |
| ------- | ---- | ------ | ---- | ------------ |
| 1929    | 1    | 1부    | 6위  | 8강          |
| 1929–30 | 1    | 1부    | 10위 | 32강         |
| 1930–31 | 2    | 2부    | 3위  | 32강         |
| 1931–32 | 2    | 2부    | 5위  | 16강         |
| 1932–33 | 2    | 2부    | 2위  | 16강         |
| 1933–34 | 2    | 2부    | 2위  | 32강         |
| 1934–35 | 1    | 1부    | 7위  | 8강          |
| 1935–36 | 1    | 1부    | 11위 | 32강         |
| 1939–40 | 1    | 1부    | 1위  | 16강         |
| 1940–41 | 1    | 1부    | 1위  | 8강          |
| 1941–42 | 1    | 1부    | 3위  | 8강          |
| 1942–43 | 1    | 1부    | 8위  | 8강          |
| 1943–44 | 1    | 1부    | 2위  | 4강          |
| 1944–45 | 1    | 1부    | 3위  | 8강          |
| 1945–46 | 1    | 1부    | 7위  | 8강          |
| 1946–47 | 1    | 1부    | 3위  | 16강         |
| 1947–48 | 1    | 1부    | 3위  | 8강          |
| 1948–49 | 1    | 1부    | 4위  | 8강          |
| 1949–50 | 1    | 1부    | 1위  | 8강          |
| 1950–51 | 1    | 1부    | 1위  | 8강          |

| 시즌    | 리그 | 리그명 | 순위 | 코파 델 레이 |
| ------- | ---- | ------ | ---- | ------------ |
| 1951–52 | 1    | 1부    | 4위  | 16강         |
| 1952–53 | 1    | 1부    | 8위  | 4강          |
| 1953–54 | 1    | 1부    | 11위 | 16강         |
| 1954–55 | 1    | 1부    | 8위  | 16강         |
| 1955–56 | 1    | 1부    | 5위  | 준우승       |
| 1956–57 | 1    | 1부    | 5위  | 16강         |
| 1957–58 | 1    | 1부    | 2위  | 16강         |
| 1958–59 | 1    | 1부    | 5위  | 8강          |
| 1959–60 | 1    | 1부    | 5위  | 우승         |
| 1960–61 | 1    | 1부    | 2위  | 우승         |
| 1961–62 | 1    | 1부    | 3위  | 32강         |
| 1962–63 | 1    | 1부    | 2위  | 8강          |
| 1963–64 | 1    | 1부    | 7위  | 준우승       |
| 1964–65 | 1    | 1부    | 2위  | 우승         |
| 1965–66 | 1    | 1부    | 1위  | 8강          |
| 1966–67 | 1    | 1부    | 4위  | 8강          |
| 1967–68 | 1    | 1부    | 6위  | 4강          |
| 1968–69 | 1    | 1부    | 6위  | 8강          |
| 1969–70 | 1    | 1부    | 1위  | 불참         |
| 1970–71 | 1    | 1부    | 3위  | 4강          |

| 시즌    | 리그 | 리그명 | 순위 | 코파 델 레이 |
| ------- | ---- | ------ | ---- | ------------ |
| 1971–72 | 1    | 1부    | 4위  | 우승         |
| 1972–73 | 1    | 1부    | 1위  | 32강         |
| 1973–74 | 1    | 1부    | 2위  | 4강          |
| 1974–75 | 1    | 1부    | 6위  | 준우승       |
| 1975–76 | 1    | 1부    | 3위  | 우승         |
| 1976–77 | 1    | 1부    | 1위  | 16강         |
| 1977–78 | 1    | 1부    | 6위  | 8강          |
| 1978–79 | 1    | 1부    | 3위  | 64강         |
| 1979–80 | 1    | 1부    | 13위 | 4강          |
| 1980–81 | 1    | 1부    | 3위  | 16강         |
| 1981–82 | 1    | 1부    | 8위  | 8강          |
| 1982–83 | 1    | 1부    | 3위  | 64강         |
| 1983–84 | 1    | 1부    | 4위  | 16강         |
| 1984–85 | 1    | 1부    | 2위  | 우승         |
| 1985–86 | 1    | 1부    | 5위  | 8강          |
| 1986–87 | 1    | 1부    | 7위  | 준우승       |
| 1987–88 | 1    | 1부    | 3위  | 8강          |
| 1988–89 | 1    | 1부    | 4위  | 4강          |
| 1989–90 | 1    | 1부    | 4위  | 16강         |
| 1990–91 | 1    | 1부    | 2위  | 우승         |

| 시즌    | 리그 | 리그명 | 순위 | 코파 델 레이 |
| ------- | ---- | ------ | ---- | ------------ |
| 1991–92 | 1    | 1부    | 3위  | 우승         |
| 1992–93 | 1    | 1부    | 6위  | 16강         |
| 1993–94 | 1    | 1부    | 12위 | 16강         |
| 1994–95 | 1    | 1부    | 14위 | 8강          |
| 1995–96 | 1    | 1부    | 1위  | 우승         |
| 1996–97 | 1    | 1부    | 5위  | 8강          |
| 1997–98 | 1    | 1부    | 7위  | 16강         |
| 1998–99 | 1    | 1부    | 13위 | 준우승       |
| 1999–00 | 1    | 1부    | 19위 | 준우승       |
| 2000–01 | 2    | 2부    | 4위  | 4강          |
| 2001–02 | 2    | 2부    | 1위  | 64강         |
| 2002–03 | 1    | 1부    | 12위 | 8강          |
| 2003–04 | 1    | 1부    | 7위  | 8강          |
| 2004–05 | 1    | 1부    | 11위 | 4강          |
| 2005–06 | 1    | 1부    | 10위 | 16강         |
| 2006–07 | 1    | 1부    | 7위  | 16강         |
| 2007–08 | 1    | 1부    | 4위  | 8강          |
| 2008–09 | 1    | 1부    | 4위  | 16강         |
| 2009–10 | 1    | 1부    | 9위  | 준우승       |
| 2010–11 | 1    | 1부    | 7위  | 8강          |

| 시즌    | 리그 | 리그명 | 순위 | 코파 델 레이 |
| ------- | ---- | ------ | ---- | ------------ |
| 2011–12 | 1    | 1부    | 5위  | 32강         |
| 2012–13 | 1    | 1부    | 3위  | 우승         |
| 2013–14 | 1    | 1부    | 1위  | 4강          |
| 2014–15 | 1    | 1부    | 3위  | 8강          |
| 2015–16 | 1    | 1부    | 3위  | 8강          |
| 2016–17 | 1    | 1부    | 3위  | 4강          |
| 2017–18 | 1    | 1부    | 2위  | 8강          |
| 2018–19 | 1    | 1부    | 2위  | 16강         |
| 2019–20 | 1    | 1부    | 3위  | 32강         |
| 2020–21 | 1    | 1부    | 1위  | 64강         |
| 2021–22 | 1    | 1부    | 3위  | 16강         |
| 2022–23 | 1    | 1부    |      |              |

- 라 리가에서 86시즌
- 세군다 디비시온에서 6시즌

## 수상

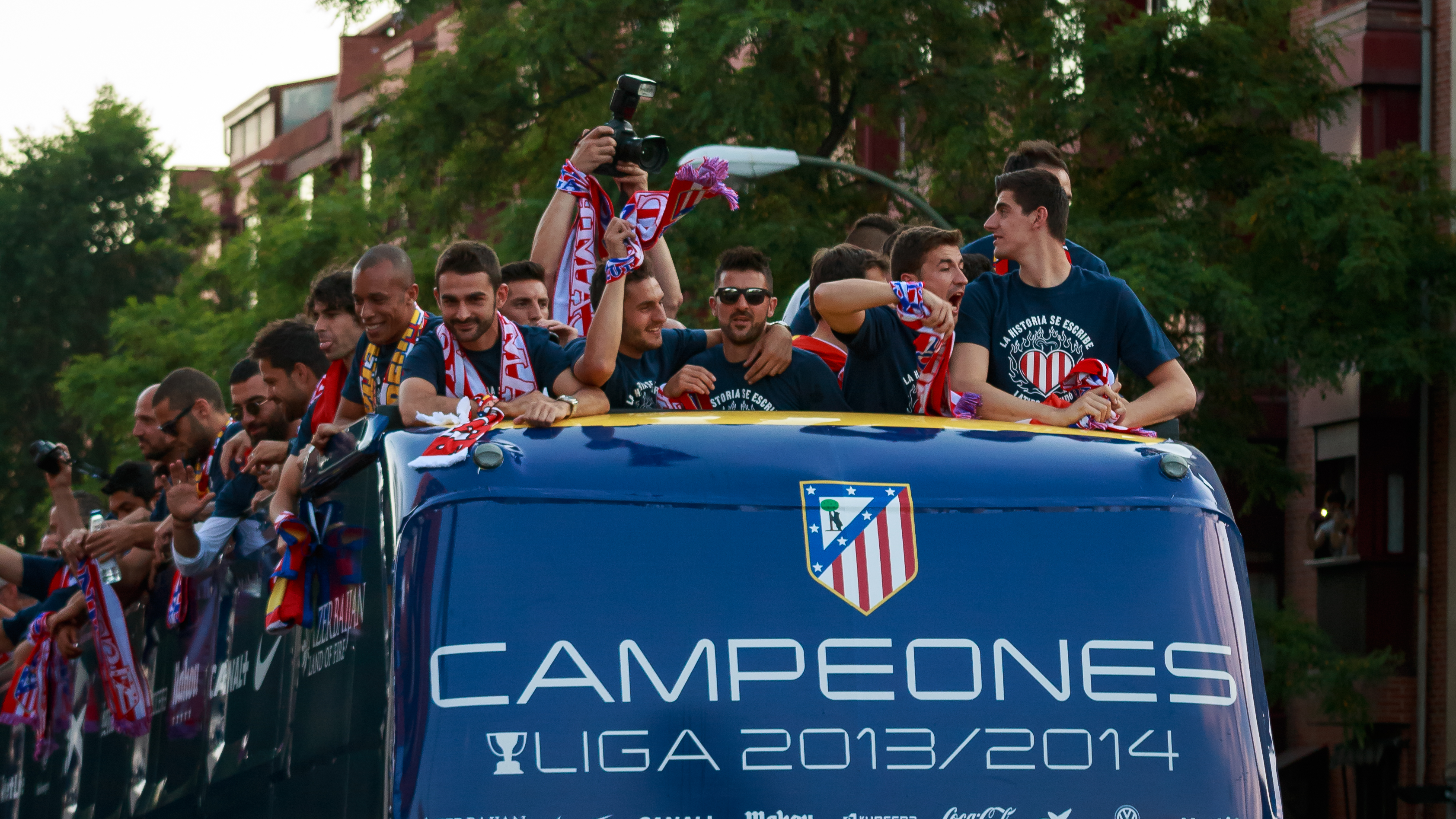
2013-14 시즌 라 리가 우승을 자축하는 아틀레티코 마드리드 선수단

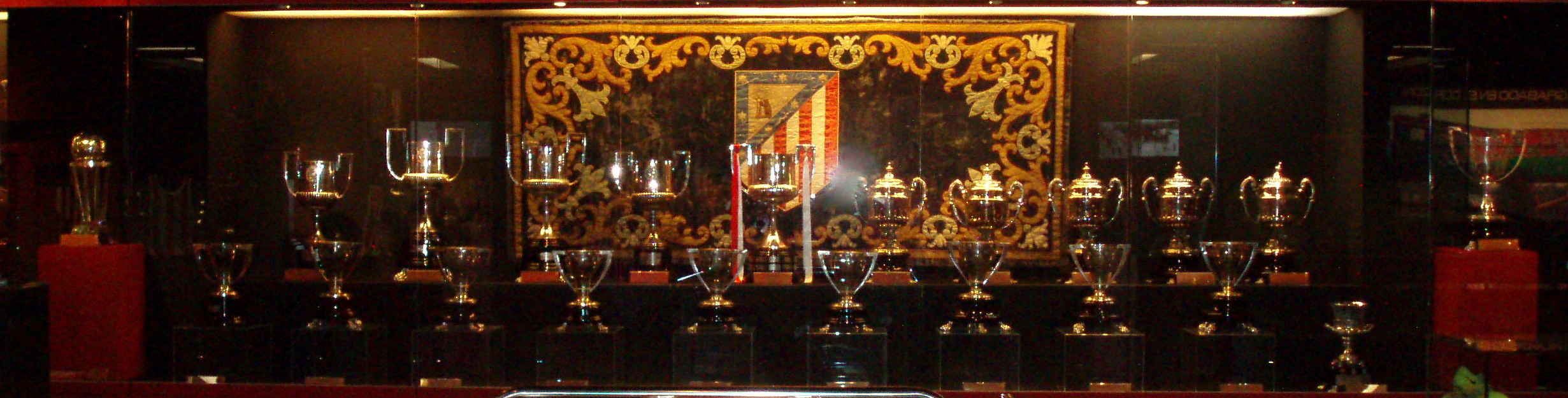
우승컵 보관대

### 국내 대회
- 라 리가 우승 11회
  - 우승: 1939-40, 1940-41, 1949-50, 1950-51, 1965-66, 1969-70, 1972-73, 1976-77, 1995-96, 2013-14, 2020-21[91]

- 세군다 디비시온 우승 1회
  - 우승: 2001-02

- 코파 델 레이 우승 10회
  - 우승: 1959-60, 1960-61, 1964-65, 1971-72, 1975-76, 1984-85, 1990-91, 1991-92, 1995-96, 2012-13[92]

- 수페르코파 데 에스파냐 우승 2회
  - 우승: 1985, 2014[93]

- 코파 데 로스 캄페오네스 데 에스파냐 우승 1회
  - 우승: 1940

- 코파 프레시덴테 FEF 우승 1회
  - 우승: 1947

- 코파 에바 두아르테 우승 1회
  - 우승: 1951[94]

### 국제 대회
- 유러피언컵 / 챔피언스리그
  - 준우승: 1973-74, 2013-14, 2015-16

- 유러피언 컵위너스컵 우승 1회
  - 우승: 1961-62[95]
  - 준우승: 1962-63, 1985-86

- 유로파리그 우승 3회
  - 우승: 2009-10, 2011-12, 2017-18[96]

- UEFA 슈퍼컵 우승 3회
  - 우승: 2010, 2012, 2018[97]

- UEFA 인터토토컵 우승 1회
  - 우승: 2007
  - 준우승: 2004

- 인터콘티넨털컵 우승 1회
  - 우승: 1974

### 기타 수상 및 기록
- 코파 스타디움 (스페인의 가장 유서 깊은 전국 스포츠상): 1962[98]
- 금메달 (왕립 스포츠 훈장): 2014[99]
- 글로브 사커 특별상: 2014[100]
- 글로브 사커 올해의 최우수 구단: 2012, 2018[101][102]
- IFFHS 올해의 구단: 2018[103]

## 국제 대회 기록
아틀레티코는 1958-59 시즌 유러피언컵에 출전한 이래 유럽대항전에 단골로 출전했는데, 이후 컵위너스컵(1961-62 시즌), 인터시티스 페어스컵(1963-64 시즌), UEFA컵(1971-72 시즌), 그리고 UEFA 슈퍼컵(2010년)에 차례로 모습을 드러냈다. 1999-2000 시즌 이래 아틀레티코는 7년 동안 유럽대항전에 진출하지 못했지만, 2007-08 시즌을 기점으로 매년 챔피언스리그나 유로파리그 둘 중 한 대회에는 출전했고, 두 대회에서 모두 선전했다.
| 아틀레티코 마드리드의 시즌별 국제대회 출전 기록                                                                                                 | 아틀레티코 마드리드의 시즌별 국제대회 출전 기록 | 아틀레티코 마드리드의 시즌별 국제대회 출전 기록 | 아틀레티코 마드리드의 시즌별 국제대회 출전 기록 | 아틀레티코 마드리드의 시즌별 국제대회 출전 기록 | 아틀레티코 마드리드의 시즌별 국제대회 출전 기록 | 아틀레티코 마드리드의 시즌별 국제대회 출전 기록 | 아틀레티코 마드리드의 시즌별 국제대회 출전 기록 | 아틀레티코 마드리드의 시즌별 국제대회 출전 기록 | 아틀레티코 마드리드의 시즌별 국제대회 출전 기록 | 아틀레티코 마드리드의 시즌별 국제대회 출전 기록 | 아틀레티코 마드리드의 시즌별 국제대회 출전 기록 | 아틀레티코 마드리드의 시즌별 국제대회 출전 기록 | 아틀레티코 마드리드의 시즌별 국제대회 출전 기록 | 아틀레티코 마드리드의 시즌별 국제대회 출전 기록 | 아틀레티코 마드리드의 시즌별 국제대회 출전 기록 | 아틀레티코 마드리드의 시즌별 국제대회 출전 기록 | 아틀레티코 마드리드의 시즌별 국제대회 출전 기록 | 아틀레티코 마드리드의 시즌별 국제대회 출전 기록 | 아틀레티코 마드리드의 시즌별 국제대회 출전 기록 |
| --- | ----------------------------------------------- | ----------------------------------------------- | ----------------------------------------------- | ----------------------------------------------- | ----------------------------------------------- | ----------------------------------------------- | ----------------------------------------------- | ----------------------------------------------- | ----------------------------------------------- | ----------------------------------------------- | ----------------------------------------------- | ----------------------------------------------- | ----------------------------------------------- | ----------------------------------------------- | ----------------------------------------------- | ----------------------------------------------- | ----------------------------------------------- | ----------------------------------------------- | ----------------------------------------------- |
| 1 해당 단계는 조별 리그이다. 이 단계를 통과한 시즌에는 가장 높은 순위의 탈락한 구단이, 탈락한 경우에는 가장 낮은 순위의 통과한 구단이 표시된다. |                                                 |                                                 |                                                 |                                                 |                                                 |                                                 |                                                 |                                                 |                                                 |                                                 |                                                 |                                                 |                                                 |                                                 |                                                 |                                                 |                                                 |                                                 |                                                 |
| 인터콘티넨털컵 / 클럽 월드컵 |                                                 |                                                 |                                                 |                                                 |                                                 |                                                 |                                                 |                                                 |                                                 |                                                 |                                                 |                                                 |                                                 |                                                 |                                                 |                                                 |                                                 |                                                 |                                                 |
| 시즌 |                                                 |                                                 |                                                 |                                                 |                                                 |                                                 |                                                 |                                                 |                                                 |                                                 |                                                 |                                                 | 8강전                                           | 준결승전                                        | 결승전 / 3위 결정전                             |                                                 |                                                 |                                                 |                                                 |
| 1974–75 |                                                 |                                                 |                                                 |                                                 |                                                 |                                                 |                                                 |                                                 |                                                 |                                                 |                                                 |                                                 |                                                 |                                                 | 인데펜디엔테                                    |                                                 |                                                 |                                                 |                                                 |
| UEFA 슈퍼컵 |                                                 |                                                 |                                                 |                                                 |                                                 |                                                 |                                                 |                                                 |                                                 |                                                 |                                                 |                                                 |                                                 |                                                 |                                                 |                                                 |                                                 |                                                 |                                                 |
| 시즌 |                                                 |                                                 |                                                 |                                                 |                                                 |                                                 |                                                 |                                                 |                                                 |                                                 |                                                 |                                                 |                                                 |                                                 | 결승전                                          |                                                 |                                                 |                                                 |                                                 |
| 2010 |                                                 |                                                 |                                                 |                                                 |                                                 |                                                 |                                                 |                                                 |                                                 |                                                 |                                                 |                                                 |                                                 |                                                 | 인테르나치오날레                                |                                                 |                                                 |                                                 |                                                 |
| 2012 |                                                 |                                                 |                                                 |                                                 |                                                 |                                                 |                                                 |                                                 |                                                 |                                                 |                                                 |                                                 |                                                 |                                                 | 첼시                                            |                                                 |                                                 |                                                 |                                                 |
| 2018 |                                                 |                                                 |                                                 |                                                 |                                                 |                                                 |                                                 |                                                 |                                                 |                                                 |                                                 |                                                 |                                                 |                                                 | 레알 마드리드                                   |                                                 |                                                 |                                                 |                                                 |
| 유러피언컵 / 챔피언스리그 |                                                 |                                                 |                                                 |                                                 |                                                 |                                                 |                                                 |                                                 |                                                 |                                                 |                                                 |                                                 |                                                 |                                                 |                                                 |                                                 |                                                 |                                                 |                                                 |
| 시즌 | 예선전                                          | 예선전                                          | 예선전                                          | 예선전                                          | 예선전                                          | 예선전                                          | 예선전                                          | 예선전                                          | 예선전                                          | 예선전                                          | 32강전                                          | 16강전                                          | 8강전                                           | 준결승전                                        | 결승전                                          |                                                 |                                                 |                                                 |                                                 |
| 1958–59 |                                                 |                                                 |                                                 |                                                 |                                                 |                                                 |                                                 |                                                 |                                                 |                                                 | 드럼콘드라                                      | CSKA 소피아                                     | 샬케 04                                         | 레알 마드리드                                   |                                                 |                                                 |                                                 |                                                 |                                                 |
| 1966–67 |                                                 |                                                 |                                                 |                                                 |                                                 |                                                 |                                                 |                                                 |                                                 |                                                 | 말뫼                                            | 보이보디나                                      |                                                 |                                                 |                                                 |                                                 |                                                 |                                                 |                                                 |
| 1970–71 |                                                 |                                                 |                                                 |                                                 |                                                 |                                                 |                                                 |                                                 |                                                 |                                                 | 아우스트리아 빈                                 | 칼리아리                                        | 레기아 바르샤바                                 | 아약스                                          |                                                 |                                                 |                                                 |                                                 |                                                 |
| 1973–74 |                                                 |                                                 |                                                 |                                                 |                                                 |                                                 |                                                 |                                                 |                                                 |                                                 | 갈라타사라이                                    | 디나모 부쿠레슈티                               | FK 츠르베나 즈베즈다                            | 셀틱                                            | 바이에른 뮌헨                                   |                                                 |                                                 |                                                 |                                                 |
| 1977–78 |                                                 |                                                 |                                                 |                                                 |                                                 |                                                 |                                                 |                                                 |                                                 |                                                 | 디나모 부쿠레슈티                               | 낭트                                            | 클뤼프 브뤼허                                   |                                                 |                                                 |                                                 |                                                 |                                                 |                                                 |
| 1996–97 |                                                 |                                                 |                                                 |                                                 |                                                 |                                                 |                                                 |                                                 |                                                 |                                                 |                                                 | 비제프 우치 1                                   | 아약스                                          |                                                 |                                                 |                                                 |                                                 |                                                 |                                                 |
| 2008–09 |                                                 |                                                 |                                                 |                                                 |                                                 |                                                 |                                                 |                                                 |                                                 | 샬케 04                                         | 마르세유 1                                      | 포르투                                          |                                                 |                                                 |                                                 |                                                 |                                                 |                                                 |                                                 |
| 2009–10 |                                                 |                                                 |                                                 |                                                 |                                                 |                                                 |                                                 |                                                 |                                                 | 파나티나이코스                                  | 포르투1                                         |                                                 |                                                 |                                                 |                                                 |                                                 |                                                 |                                                 |                                                 |
| 2013–14 |                                                 |                                                 |                                                 |                                                 |                                                 |                                                 |                                                 |                                                 |                                                 |                                                 | 포르투 1                                        | 밀란                                            | 바르셀로나                                      | 첼시                                            | 레알 마드리드                                   |                                                 |                                                 |                                                 |                                                 |
| 2014–15 |                                                 |                                                 |                                                 |                                                 |                                                 |                                                 |                                                 |                                                 |                                                 |                                                 | 올림피아코스 1                                  | 레버쿠젠                                        | 레알 마드리드                                   |                                                 |                                                 |                                                 |                                                 |                                                 |                                                 |
| 2015–16 |                                                 |                                                 |                                                 |                                                 |                                                 |                                                 |                                                 |                                                 |                                                 |                                                 | 갈라타사라이 1                                  | PSV                                             | 바르셀로나                                      | 바이에른 뮌헨                                   | 레알 마드리드                                   |                                                 |                                                 |                                                 |                                                 |
| 2016–17 |                                                 |                                                 |                                                 |                                                 |                                                 |                                                 |                                                 |                                                 |                                                 |                                                 | 로스토프 1                                      | 레버쿠젠                                        | 레스터 시티                                     | 레알 마드리드                                   |                                                 |                                                 |                                                 |                                                 |                                                 |
| 2017–18 |                                                 |                                                 |                                                 |                                                 |                                                 |                                                 |                                                 |                                                 |                                                 |                                                 | 첼시 1                                          |                                                 |                                                 |                                                 |                                                 |                                                 |                                                 |                                                 |                                                 |
| 2018–19 |                                                 |                                                 |                                                 |                                                 |                                                 |                                                 |                                                 |                                                 |                                                 |                                                 | 클뤼프 브뤼허 1                                 | 유벤투스                                        |                                                 |                                                 |                                                 |                                                 |                                                 |                                                 |                                                 |
| 2019–20 |                                                 |                                                 |                                                 |                                                 |                                                 |                                                 |                                                 |                                                 |                                                 |                                                 | 로코모티프 모스크바 1                           | 리버풀                                          | 라이프치히                                      |                                                 |                                                 |                                                 |                                                 |                                                 |                                                 |
| 2020–21 |                                                 |                                                 |                                                 |                                                 |                                                 |                                                 |                                                 |                                                 |                                                 |                                                 | 잘츠부르크 1                                    | 첼시                                            |                                                 |                                                 |                                                 |                                                 |                                                 |                                                 |                                                 |
| 2021–22 |                                                 |                                                 |                                                 |                                                 |                                                 |                                                 |                                                 |                                                 |                                                 |                                                 | 포르투 1                                        | 맨체스터 유나이티드                             | 맨체스터 시티                                   |                                                 |                                                 |                                                 |                                                 |                                                 |                                                 |
| 컵위너스컵 |                                                 |                                                 |                                                 |                                                 |                                                 |                                                 |                                                 |                                                 |                                                 |                                                 |                                                 |                                                 |                                                 |                                                 |                                                 |                                                 |                                                 |                                                 |                                                 |
| 시즌 | 예선전                                          | 예선전                                          | 예선전                                          | 예선전                                          | 예선전                                          | 예선전                                          | 예선전                                          | 예선전                                          | 예선전                                          | 예선전                                          | 32강전                                          | 16강전                                          | 8강전                                           | 준결승전                                        | 결승전                                          |                                                 |                                                 |                                                 |                                                 |
| 1961–62 |                                                 |                                                 |                                                 |                                                 |                                                 |                                                 |                                                 |                                                 |                                                 |                                                 | 스당                                            | 레스터 시티                                     | 베르더 브레멘                                   | 카를 차이스                                     | 피오렌티나                                      |                                                 |                                                 |                                                 |                                                 |
| 1962–63 |                                                 |                                                 |                                                 |                                                 |                                                 |                                                 |                                                 |                                                 |                                                 |                                                 |                                                 | 하이버니언스                                    | 보테프 플로브디프                               | 뉘른베르크                                      | 토트넘 홋스퍼                                   |                                                 |                                                 |                                                 |                                                 |
| 1965–66 |                                                 |                                                 |                                                 |                                                 |                                                 |                                                 |                                                 |                                                 |                                                 |                                                 | 디나모 자그레브                                 | 우니베르시타테아 클루지                         | 도르트문트                                      |                                                 |                                                 |                                                 |                                                 |                                                 |                                                 |
| 1972–73 |                                                 |                                                 |                                                 |                                                 |                                                 |                                                 |                                                 |                                                 |                                                 |                                                 | 바스티아                                        | 스파르타크 모스크바                             |                                                 |                                                 |                                                 |                                                 |                                                 |                                                 |                                                 |
| 1975–76 |                                                 |                                                 |                                                 |                                                 |                                                 |                                                 |                                                 |                                                 |                                                 |                                                 | 바젤                                            | 아인트라흐트 프랑크푸르트                       |                                                 |                                                 |                                                 |                                                 |                                                 |                                                 |                                                 |
| 1976–77 |                                                 |                                                 |                                                 |                                                 |                                                 |                                                 |                                                 |                                                 |                                                 |                                                 | 라피트 빈                                       | 하이두크 스플리트                               | 레프스키 소피아                                 | 함부르크                                        |                                                 |                                                 |                                                 |                                                 |                                                 |
| 1985–86 |                                                 |                                                 |                                                 |                                                 |                                                 |                                                 |                                                 |                                                 |                                                 |                                                 | 셀틱                                            | 뱅고어 시티                                     | 츠르베나 즈베즈다                               | 위어딩겐                                        | 디나모 키이우                                   |                                                 |                                                 |                                                 |                                                 |
| 1991–92 |                                                 |                                                 |                                                 |                                                 |                                                 |                                                 |                                                 |                                                 |                                                 |                                                 | 필링엔                                          | 맨체스터 유나이티드                             | 클뤼프 브뤼허                                   |                                                 |                                                 |                                                 |                                                 |                                                 |                                                 |
| 1992–93 |                                                 |                                                 |                                                 |                                                 |                                                 |                                                 |                                                 |                                                 |                                                 |                                                 | 마리보르                                        | 트라브존스포르                                  | 올림피아코스                                    | 파르마                                          |                                                 |                                                 |                                                 |                                                 |                                                 |
| 인터시티스 페어스컵 / UEFA컵 / 유로파리그 |                                                 |                                                 |                                                 |                                                 |                                                 |                                                 |                                                 |                                                 |                                                 |                                                 |                                                 |                                                 |                                                 |                                                 |                                                 |                                                 |                                                 |                                                 |                                                 |
| 시즌 | 예선전                                          | 예선전                                          | 예선전                                          | 예선전                                          | 예선전                                          | 예선전                                          | 예선전                                          | 예선전                                          | 예선전                                          | 예선전                                          | 32강전                                          | 16강전                                          | 8강전                                           | 준결승전                                        | 결승전                                          |                                                 |                                                 |                                                 |                                                 |
| 1963–64 |                                                 |                                                 |                                                 |                                                 |                                                 |                                                 |                                                 |                                                 |                                                 |                                                 | 포르투                                          | 유벤투스                                        |                                                 |                                                 |                                                 |                                                 |                                                 |                                                 |                                                 |
| 1964–65 |                                                 |                                                 |                                                 |                                                 |                                                 |                                                 |                                                 |                                                 |                                                 | 세르베트                                        | 셸본                                            | 리에주                                          | 부전승                                          | 유벤투스                                        |                                                 |                                                 |                                                 |                                                 |                                                 |
| 1967–68 |                                                 |                                                 |                                                 |                                                 |                                                 |                                                 |                                                 |                                                 |                                                 | 비너                                            | 괴즈테페                                        |                                                 |                                                 |                                                 |                                                 |                                                 |                                                 |                                                 |                                                 |
| 1968–69 |                                                 |                                                 |                                                 |                                                 |                                                 |                                                 |                                                 |                                                 |                                                 | 바레험                                          |                                                 |                                                 |                                                 |                                                 |                                                 |                                                 |                                                 |                                                 |                                                 |
| 1971–72 |                                                 |                                                 |                                                 |                                                 |                                                 |                                                 |                                                 |                                                 |                                                 | 파니오니오스                                    |                                                 |                                                 |                                                 |                                                 |                                                 |                                                 |                                                 |                                                 |                                                 |
| 1974–75 |                                                 |                                                 |                                                 |                                                 |                                                 |                                                 |                                                 |                                                 |                                                 | KB                                              | 더비 카운티                                     |                                                 |                                                 |                                                 |                                                 |                                                 |                                                 |                                                 |                                                 |
| 1979–80 |                                                 |                                                 |                                                 |                                                 |                                                 |                                                 |                                                 |                                                 |                                                 | 뒤나모 드레스덴                                 |                                                 |                                                 |                                                 |                                                 |                                                 |                                                 |                                                 |                                                 |                                                 |
| 1981–82 |                                                 |                                                 |                                                 |                                                 |                                                 |                                                 |                                                 |                                                 |                                                 | 보아비스타                                      |                                                 |                                                 |                                                 |                                                 |                                                 |                                                 |                                                 |                                                 |                                                 |
| 1983–84 |                                                 |                                                 |                                                 |                                                 |                                                 |                                                 |                                                 |                                                 |                                                 | 흐로닝언                                        |                                                 |                                                 |                                                 |                                                 |                                                 |                                                 |                                                 |                                                 |                                                 |
| 1984–85 |                                                 |                                                 |                                                 |                                                 |                                                 |                                                 |                                                 |                                                 |                                                 | 시옹                                            |                                                 |                                                 |                                                 |                                                 |                                                 |                                                 |                                                 |                                                 |                                                 |
| 1986–87 |                                                 |                                                 |                                                 |                                                 |                                                 |                                                 |                                                 |                                                 |                                                 | 베르더 브레멘                                   | 비토리아                                        |                                                 |                                                 |                                                 |                                                 |                                                 |                                                 |                                                 |                                                 |
| 1988–89 |                                                 |                                                 |                                                 |                                                 |                                                 |                                                 |                                                 |                                                 |                                                 | 흐로닝언                                        |                                                 |                                                 |                                                 |                                                 |                                                 |                                                 |                                                 |                                                 |                                                 |
| 1989–90 |                                                 |                                                 |                                                 |                                                 |                                                 |                                                 |                                                 |                                                 |                                                 | 피오렌티나                                      |                                                 |                                                 |                                                 |                                                 |                                                 |                                                 |                                                 |                                                 |                                                 |
| 1990–91 |                                                 |                                                 |                                                 |                                                 |                                                 |                                                 |                                                 |                                                 |                                                 | 폴리테흐니카 티미쇼아라                         |                                                 |                                                 |                                                 |                                                 |                                                 |                                                 |                                                 |                                                 |                                                 |
| 1993–94 |                                                 |                                                 |                                                 |                                                 |                                                 |                                                 |                                                 |                                                 |                                                 | 하츠                                            | OFI                                             |                                                 |                                                 |                                                 |                                                 |                                                 |                                                 |                                                 |                                                 |
| 1997–98 |                                                 |                                                 |                                                 |                                                 |                                                 |                                                 |                                                 |                                                 |                                                 | 레스터 시티                                     | PAOK                                            | 디나모 자그레브                                 | 애스턴 빌라                                     | 라치오                                          |                                                 |                                                 |                                                 |                                                 |                                                 |
| 1998–99 |                                                 |                                                 |                                                 |                                                 |                                                 |                                                 |                                                 |                                                 |                                                 | 오빌리치                                        | CSKA 소피아                                     | 레알 소시에다드                                 | 로마                                            | 파르마                                          |                                                 |                                                 |                                                 |                                                 |                                                 |
| 1999–00 |                                                 |                                                 |                                                 |                                                 |                                                 |                                                 |                                                 |                                                 | 앙카라귀쥐                                      | 아미카                                          | 볼프스부르크                                    | 랑스                                            |                                                 |                                                 |                                                 |                                                 |                                                 |                                                 |                                                 |
| 2007–08 |                                                 |                                                 |                                                 |                                                 |                                                 |                                                 |                                                 | 보이보디나                                      | 에르지예스스포르                                | 코펜하겐 1                                      | 볼턴 원더러스                                   |                                                 |                                                 |                                                 |                                                 |                                                 |                                                 |                                                 |                                                 |
| 2009–10 |                                                 |                                                 |                                                 |                                                 |                                                 |                                                 |                                                 |                                                 |                                                 |                                                 | 갈라타사라이                                    | 스포르팅 리스본                                 | 발렌시아                                        | 리버풀                                          | 풀럼                                            |                                                 |                                                 |                                                 |                                                 |
| 2010–11 |                                                 |                                                 |                                                 |                                                 |                                                 |                                                 |                                                 |                                                 |                                                 | 아리스 1                                        |                                                 |                                                 |                                                 |                                                 |                                                 |                                                 |                                                 |                                                 |                                                 |
| 2011–12 |                                                 |                                                 |                                                 |                                                 |                                                 |                                                 |                                                 | 스트룀스고세                                    | 비토리아                                        | 셀틱 1                                          | 라치오                                          | 베식타시                                        | 하노버 96                                       | 발렌시아                                        | 아틀레틱 빌바오                                 |                                                 |                                                 |                                                 |                                                 |
| 2012–13 |                                                 |                                                 |                                                 |                                                 |                                                 |                                                 |                                                 |                                                 |                                                 | 아카데미카 1                                    | 루빈 카잔                                       |                                                 |                                                 |                                                 |                                                 |                                                 |                                                 |                                                 |                                                 |
| 2017–18 |                                                 |                                                 |                                                 |                                                 |                                                 |                                                 |                                                 |                                                 |                                                 |                                                 | 코펜하겐                                        | 로코모티프                                      | 스포르팅                                        | 아스널                                          | 마르세유                                        |                                                 |                                                 |                                                 |                                                 |
| 인터토토컵 |                                                 |                                                 |                                                 |                                                 |                                                 |                                                 |                                                 |                                                 |                                                 |                                                 |                                                 |                                                 |                                                 |                                                 |                                                 |                                                 |                                                 |                                                 |                                                 |
| 시즌 |                                                 |                                                 |                                                 |                                                 |                                                 |                                                 |                                                 |                                                 |                                                 |                                                 | 32강전                                          | 16강전                                          | 8강전                                           | 준결승전                                        | 결승전                                          |                                                 |                                                 |                                                 |                                                 |
| 2004–05 |                                                 |                                                 |                                                 |                                                 |                                                 |                                                 |                                                 |                                                 |                                                 |                                                 |                                                 |                                                 | 파스타프 즐린                                   | OFK                                             | 비야레알                                        |                                                 |                                                 |                                                 |                                                 |
| 2007–08 |                                                 |                                                 |                                                 |                                                 |                                                 |                                                 |                                                 |                                                 |                                                 |                                                 |                                                 |                                                 |                                                 |                                                 | 글로리아 비스트리차                             |                                                 |                                                 |                                                 |                                                 |

### UEFA 구단 점수 순위
2022년 5월 29일 기준
| 순위 | 구단                | 점수   |
| ---- | ------------------- | ------ |
| 9    | 맨체스터 유나이티드 | 88.000 |
| 10   | 아약스              | 85.000 |
| 11   | 아틀레티코 마드리드 | 81.000 |
| 12   | 로마                | 78.000 |
| 13   | 세비야              | 74.000 |

## 선수

### 현재 선수 명단
2025년 6월 10일 기준
참고: FIFA 자격 규정에 따라 소속된 국가대표팀 국기를 표시합니다. 선수는 복수의 FIFA 비회원국 국적을 가지고 있을 수 있습니다.
| 번호 | 포지션 | 국적     | 이름                  |
| ---- | ------ | -------- | --------------------- |
| 1    | GK     |          | 후안 무소             |
| 2    | DF     | 우루과이 | 호세 히메네스 (3주장) |
| 3    | DF     |          | 세사르 아스필리쿠에타 |
| 4    | MF     | 잉글랜드 | 코너 갤러거           |
| 5    | MF     |          | 로드리고 데 폴        |
| 6    | MF     |          | 코케 (주장)           |
| 7    | FW     |          | 앙투안 그리즈만       |
| 8    | MF     |          | 파블로 바리오스       |
| 9    | FW     |          | 알렉산데르 쇨로트     |
| 11   | MF     |          | 토마 르마르           |
| 12   | MF     |          | 사무엘 리누           |

| 번호 | 포지션 | 국적       | 이름                                |
| ---- | ------ | ---------- | ----------------------------------- |
| 13   | GK     | 슬로베니아 | 얀 오블라크 (부주장)                |
| 14   | MF     |            | 마르코스 요렌테                     |
| 15   | DF     |            | 클레망 랑글레 (바르셀로나에서 임대) |
| 16   | DF     |            | 나우엘 몰리나                       |
| 17   | MF     |            | 로드리고 리켈메                     |
| 19   | FW     |            | 훌리안 알바레스                     |
| 20   | MF     |            | 악셀 비첼                           |
| 21   | DF     |            | 하비 갈란                           |
| 22   | FW     |            | 히울리아노 시메오네                 |
| 23   | DF     | 모잠비크   | 헤이닐두 만다바                     |
| 24   | DF     |            | 로뱅 르 노르망                      |

### 그 외 계약 선수
참고: FIFA 자격 규정에 따라 소속된 국가대표팀 국기를 표시합니다. 선수는 복수의 FIFA 비회원국 국적을 가지고 있을 수 있습니다.
| 번호 | 포지션 | 국적 | 이름            |
| ---- | ------ | ---- | --------------- |
| —    | FW     |      | 보르하 가르세스 |

### 임대 선수 명단
참고: FIFA 자격 규정에 따라 소속된 국가대표팀 국기를 표시합니다. 선수는 복수의 FIFA 비회원국 국적을 가지고 있을 수 있습니다.
| 번호 | 포지션 | 국적 | 이름                                |
| ---- | ------ | ---- | ----------------------------------- |
| —    | GK     |      | 호라치우 몰도반 (→ 사수올로)        |
| —    | MF     |      | 아르투르 베르미렌 (→ RB 라이프치히) |
| —    | MF     |      | 사울 (→ 세비야)                     |

| 번호 | 포지션 | 국적     | 이름                               |
| ---- | ------ | -------- | ---------------------------------- |
| —    | FW     |          | 카를로스 마르틴 (→ 알라베스)       |
| —    | FW     | 포르투갈 | 마르쿠스 파울루 (→ RWD 몰렌베이크) |

## 수뇌부

### 기술진

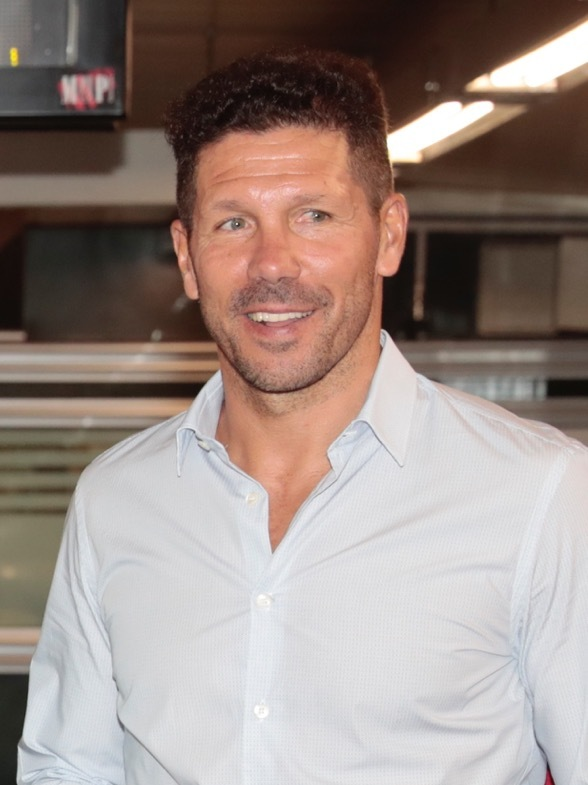
디에고 시메오네가 2011년 12월 23일부터 구단의 감독을 맡고 있다

| 직위            | 이름                                                                                     |
| --------------- | ---------------------------------------------------------------------------------------- |
| 감독            | 디에고 시메오네                                                                          |
| 수석 코치       | 넬손 비바스 구스타보 로페스                                                              |
| 골키퍼 코치     | 파블로 페르세요네                                                                        |
| 체력 코치       | 오스카르 오르테가                                                                        |
| 물리치료사      | 이반 오르테가 헤수스 바스케스 에스테반 아레발로 다비드 로라스 펠리페 이글레시아스 아로요 |
| 재활 물리치료사 | 오스카르 피티야스 알프레도 하로디크                                                      |
| 기술보좌관      | 카를로스 메넨데스 다니엘 카스트로                                                        |
| 선수단 대리     | 페드로 파블로 마테산스                                                                   |
| 수석 의료진     | 호세 마리아 비얄론                                                                       |
| 구단 주치의     | 고르카 데 아바호                                                                         |
| 주치의          | 오스카르 루이스 셀라다                                                                   |
| 기술진원        | 크리스티안 바우티스타 딤초 필리체프 페르난도 산체스 라미레스 마리오 세라노               |

출처: Atlético Madrid

### 회장

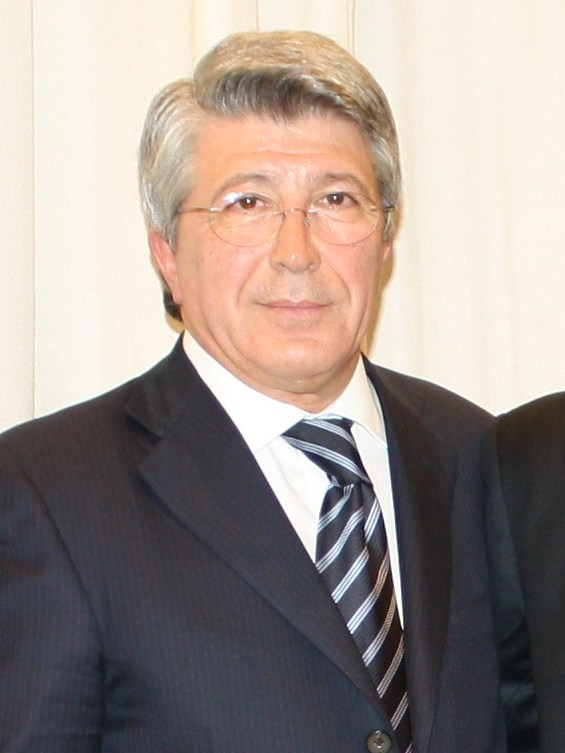
엔리케 세레소, 현 아틀레티코 마드리드 회장

| - 1. 엔리케 아옌데 (1903) - 2. 에두아르도 데 아차 (1903–1907) - 3. 리카르도 데 곤드라 (1907–1909) - 4. 라몬 데 카르데나스 (1909–1912) - 5. 훌리안 루에테 (1912–1919) - 6. 알바로 데 아길라르 (1919–1920) - 7. 훌리안 루에테 (1920–1923) - 8. 후안 데 에스테파니아 (1923–1926) - 9. 루시아노 우르키호 (1926–1931) - 10. 라파엘 곤살레스 (1931–1935) | - 11. 호세 L. 델 바예 (1935–1936) - 12. 호세 마리아 페르난데스 (1936–1939) - 13. 프란시스코 비베스 (1939) - 14. 루이스 나바로 (1939–1941) - 15. 마누엘 가예고 (1941–1945) - 16. 후안 토우손 (1946–1947) - 17. 세사레오 갈린데스 (1947–1952) - 18. 마르케스 데 라 플로리다 (1952–1955) - 19. 헤수스 수에보스 (1955) - 20. 하비에르 바로소 (1963–1964) | - 21. 비센테 칼데론 (1964–1980) - 22. 리카르도 이레사발 (1980) - 23. 알폰소 카베사 (1980–1982) - 24. 안토니오 델 오요 (1982) - 25. 아구스틴 코토루엘로 (1982) - 26. 비센테 칼데론 (1982–1987) - 27. 프란시스코 카스테도 (1987) - 28. 헤수스 힐 (1987–2003) - 29. 엔리케 세레소 (2003–) |

### 현 이사진
- 회장: 엔리케 세레소 토레스
- 명예 회장: 펠리페 6세
- 수석 행정가: 미겔 앙헬 힐 마린. 구단의 소유주로, 주식의 56%의 지분을 보유. 그는 헤수스 힐의 아들이다.[106]

## 최근 시즌
| 시즌    | 리그 | 순위 | 전 | 승 | 무 | 패 | 득 | 실 | 점 | 컵     | 유럽 | 유럽      | 기타                                                          |
| ------- | ---- | ---- | -- | -- | -- | -- | -- | -- | -- | ------ | ---- | --------- | ------------------------------------------------------------- |
| 2002–03 | 1부  | 11위 | 38 | 12 | 11 | 15 | 51 | 56 | 47 | 8강    |      |           |                                                               |
| 2003–04 | 1부  | 7위  | 38 | 15 | 10 | 13 | 51 | 53 | 55 | 8강    |      |           |                                                               |
| 2004–05 | 1부  | 11위 | 38 | 13 | 11 | 14 | 40 | 34 | 50 | 4강    |      |           | 인터토토컵 준우승                                             |
| 2005–06 | 1부  | 10위 | 38 | 13 | 13 | 12 | 45 | 37 | 52 | 16강   |      |           |                                                               |
| 2006–07 | 1부  | 7위  | 38 | 17 | 9  | 12 | 46 | 39 | 60 | 16강   |      |           |                                                               |
| 2007–08 | 1부  | 4위  | 38 | 19 | 7  | 12 | 66 | 47 | 64 | 8강    | UC   | 32강      | 인터토토컵 우승                                               |
| 2008–09 | 1부  | 4위  | 38 | 20 | 7  | 11 | 80 | 57 | 67 | 16강   | UCL  | 16강      | 디에고 포를란, 32골로 트로페오 피치치 및 유러피언 골든슈 획득 |
| 2009–10 | 1부  | 9위  | 38 | 13 | 8  | 17 | 57 | 61 | 47 | 준우승 | UEL  | 우승      | UCL 조별 리그 탈락                                            |
| 2010–11 | 1부  | 7위  | 38 | 17 | 7  | 14 | 62 | 53 | 58 | 8강    | UEL  | 조별 리그 | UEFA 슈퍼컵 우승                                              |
| 2011–12 | 1부  | 5위  | 38 | 15 | 11 | 12 | 53 | 46 | 56 | 32강   | UEL  | 우승      | 유럽대항전 12연승 기록                                        |
| 2012–13 | 1부  | 3위  | 38 | 23 | 7  | 8  | 65 | 31 | 76 | 우승   | UEL  | 32강      | UEFA 슈퍼컵 우승                                              |
| 2013–14 | 1부  | 1위  | 38 | 28 | 6  | 4  | 76 | 25 | 90 | 4강    | UCL  | 준우승    | 수페르코파 데 에스파냐 준우승                                 |
| 2014–15 | 1부  | 3위  | 38 | 23 | 9  | 6  | 67 | 29 | 78 | 8강    | UCL  | 8강       | 수페르코파 데 에스파냐 우승                                   |
| 2015–16 | 1부  | 3위  | 38 | 28 | 4  | 6  | 63 | 18 | 88 | 8강    | UCL  | 준우승    |                                                               |
| 2016–17 | 1부  | 3위  | 38 | 23 | 9  | 6  | 70 | 27 | 78 | 4강    | UCL  | 4강       |                                                               |
| 2017–18 | 1부  | 2위  | 38 | 23 | 10 | 5  | 58 | 22 | 79 | 8강    | UEL  | 우승      | UCL 조별 리그 탈락                                            |
| 2018–19 | 1부  | 2위  | 38 | 22 | 10 | 6  | 55 | 29 | 76 | 16강   | UCL  | 16강      | UEFA 슈퍼컵 우승                                              |
| 2019–20 | 1부  | 3위  | 38 | 18 | 16 | 4  | 51 | 27 | 70 | 32강   | UCL  | 8강       | 수페르코파 데 에스파냐 준우승                                 |
| 2020–21 | 1부  | 1위  | 38 | 26 | 8  | 4  | 67 | 25 | 86 | 64강   | UCL  | 16강      |                                                               |
| 2021–22 | 1부  | 3위  | 38 | 21 | 8  | 9  | 65 | 43 | 71 | 16강   | UCL  | 8강       | 수페르코파 데 에스파냐 4강                                    |

## 경기장 및 시설

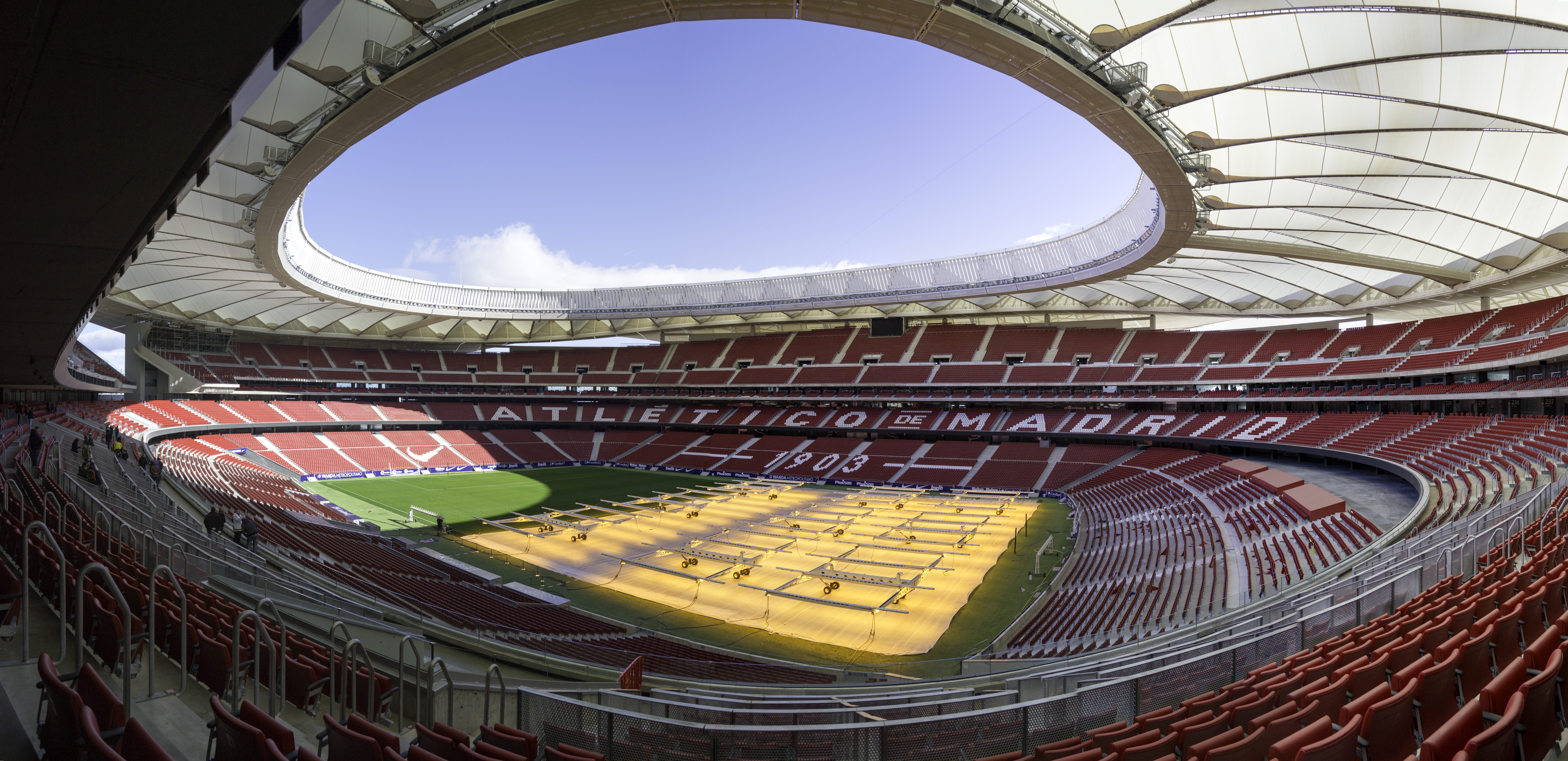
알레티의 현 안방인 메트로폴리타노 경기장

구단은 현재 메트로폴리타노 경기장에서 안방 경기를 치르는데, 이 경기장은 마드리드의 2016년 하계 올림픽 유치전에서 패한 뒤, 구단이 경기장을 매입하여 수용 인원을 20,000명에서 68,000명으로 증대시켰다. 경기장을 재단장한 후, 아틀레티코는 구장 개장 경기 상대로 말라가를 불러들였고, 앙투안 그리즈만이 새 구장의 1호골 주인공이 되었다.

### 훈련장
구단의 훈련장은 마드리드 서쪽 경계선에서 20km가량 떨어진 마하다온다의 아틀레티코 마드리드 체육 도시이다. 이 시설에는 천연 및 인조잔디 구장 외에도 실내 시설이 완비되어 있다. 1군부터 유소년 선수단이 모두 구단 소유의 훈련 시설을 공용으로 사용한다.
알레티는 마하다온다에 누에보 세로 델 에스피노 체육 도시에도 체육 훈련 시설을 두고 있다. 또다른 지부가 루마니아의 부쿠레슈티에도 있는데, 이는 유럽 해외 무대에 둔 첫 훈련 시설이다.

### 파키스탄 훈련장
2018년 10월, 아틀레티코 마드리드는 라호르에 아틀레티코 마드리드 신 훈련장 건립을 발표했는데, 이로써 파키스탄에 처음으로 유럽 구단의 훈련장이 들어섰다. 2019년 4월, 구단은 라호르에 "축구 학교 프로그램"을 실시했다. 같은 해 10월, 아틀레티코 마드리드는 라호르에서 인재발굴 프로그램도 진행했다. 2020년 2월, 파키스탄 축구 연맹은 2020-21 시즌 축구 연맹 리그 조를 발표했는데, 아틀레티코 마드리드 라호르는 C조에 편성되어 파키스탄 프로 축구 리그에도 참가하게 되었다. 이 구단은 하자라 콜을 상대로 첫 경기를 치러 2-0으로 이겼다.

## 유니폼

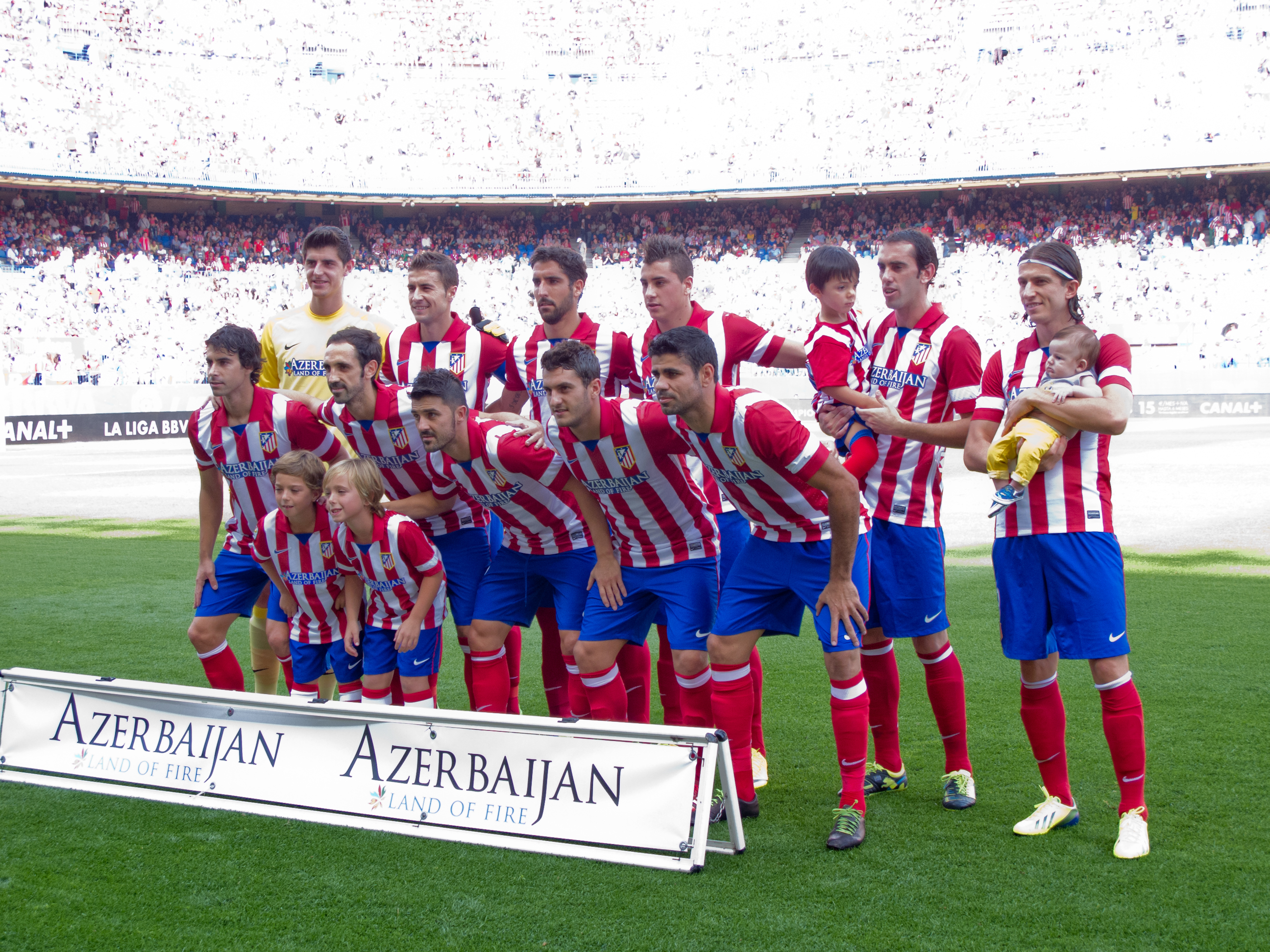
"아제르바이잔 불의 나라" 로고가 붙은 유니폼을 입은 아틀레티코 선수들

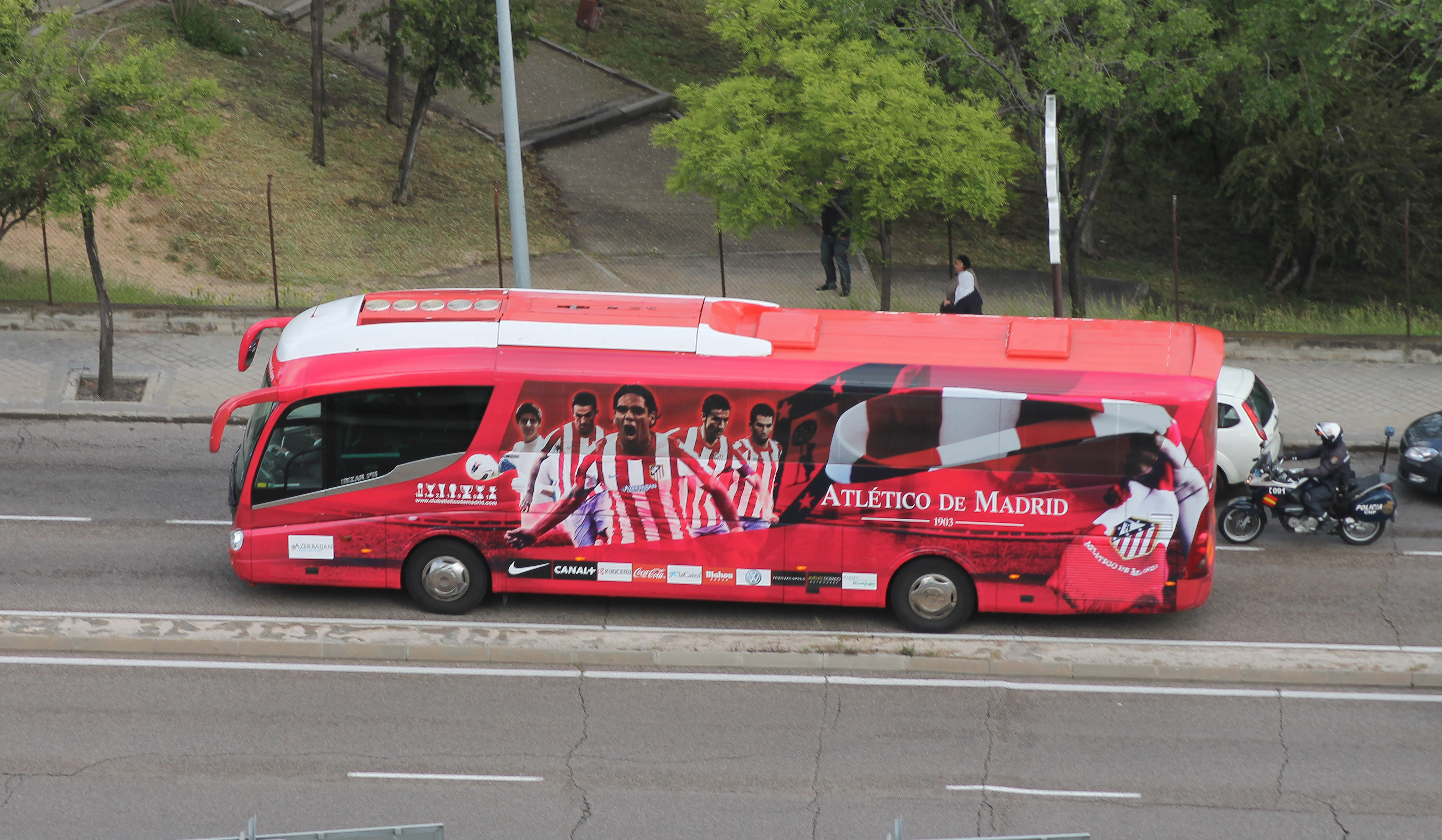
적색과 백색으로 꾸며진 아틀레티코 마드리드의 버스.

아틀레티코는 초창기에 당시 모구단이었던 아틀레틱 빌바오와 마찬가지로 청색과 백색이 반반인 유니폼을 입었지만, 둘 다 1911년을 기점으로 현재의 적색과 백색 줄무늬 유니폼으로 바꾸었다. 많은 사람들은 적색과 백색 줄무늬 유니폼이 도입된 데에는 침대 매트리스를 제작하는데 쓰이는 조합의 색과 동일하며, 잉여 옷감을 쉽게 축구 유니폼으로 바꿀 수 있음에 따라, 가장 저렴하게 유니폼을 제작할 수 있다는 장점 덕이라고 알고 있다. 유니폼은 2001년부터 현재까지 나이키에서 제작되어 왔는데, 이는 나이키가 아디다스와 계약한 레알 마드리드와의 경쟁을 원하였기 때문이다.
역대 유니폼 주 후원사로는 2012년부터 2014년까지 아제르바이잔이 있었고, 국가의 문구인 '불의 나라'가 붙었는데, 이를 국경 없는 기자회가 줄무늬 유니폼을 감옥 창살로 묘사했고, "아제르바이잔, 억압의 나라"로 표현하며 비꼬았다. 아틀레티코 마드리드는 "아제르바이잔에 대한 인상을 홍보하기 위해서" 후원 계약을 맺었다 밝히면서 이 후원에 정치적인 이면이 있음을 인정했다. 2014년 8월, 헬싱키 인권 재단은 아틀레티코에 아제르바이잔의 인권을 빗대 "세계에서 가장 억압적인 나라"라 묘사하며 홍보 후원을 중단하라는 권고문을 보냈다.
이전 후원사로는 컬럼비아 픽처스가 있는데, 후원사의 로고와 유니폼 자체가 자주 변경되었는데, 그 예시로 스파이더맨 2이 상영할 당시의 원정 유니폼이 있다. 영화 개봉 일정과 발을 맞추기 위해서 유니폼 스폰서의 빠른 교체가 불가피하였기 때문에, 나이키는 2002년부터 2005년까지 제작된 레플리카 유니폼에 스폰서를 부착하지 않기로 결정하였다.
| 연도            | 제작사 | 스폰서                                        |
| --------------- | ------ | --------------------------------------------- |
| 1980–1986       | 메이바 | 없음                                          |
| 1986–1989       | 푸마   | 없음                                          |
| 1989–1990       | 푸마   | 미타                                          |
| 1990–1993       | 푸마   | 마르베야*                                     |
| 1993–1994       | 푸마   | 안테나3                                       |
| 1994–1996       | 푸마   | 마르베야*                                     |
| 1996–1997       | 푸마   | 반다이/다마고치                               |
| 1997–1998       | 푸마   | 마르베야*                                     |
| 1998–1999       | 리복   | 마르베야*                                     |
| 1999–2000       | 리복   | 없음                                          |
| 2000–2001       | 리복   | 이데아                                        |
| 2001–2002       | 나이키 | 이데아                                        |
| 2002–2003       | 나이키 | 100주년                                       |
| 2003–2005       | 나이키 | 컬럼비아 픽처스**                             |
| 2005–2011       | 나이키 | KIA                                           |
| 2012년 3월-5월  | 나이키 | 릭소스 호텔 (리그 한정, 레알 마드리드전 제외) |
| 2012년 5월-12월 | 나이키 | 화웨이                                        |
| 2012–2014       | 나이키 | 아제르바이잔 불의 나라                        |
| 2014–2015       | 나이키 | 바쿠 2015***                                  |
| 2015–           | 나이키 | 플러스500                                     |
| 2018–           | 나이키 | 현대 (소매 후원사)                            |
| 2019–           | 나이키 | 리아 머니 트랜스퍼 (부 후원사)                |

- (*) – 1990–1993, 1994–1996, 1997–1999: 마르베야 관광청 홍보, 당시 헤수스 힐이 마르베야의 시장이었다.
- (**) – 2003–2005 컬럼비아 픽처스: (당시 유니폼에 광고된 영화로는 다음이 있었다: 그녀는 요술쟁이, 헐리우드 호미사이드, S.W.A.T. 특수기동대, 빅 피쉬, 헬보이, 스팽글리시, 레지던트 이블 2, 히치, xXx, 그리고 앞에 기술한 스파이더맨 2가 있었다.)
- (***) 2015년 유럽 경기 대회의 공식 로고 가 2013년 11월 헤타페전에서 아틀레티코 마드리드의 유니폼에 처음으로 선보여졌다.

## 지지하는 주요 인사
호아킨 사비나, 벨렌 에스테반, 비르히테 V. 가데, 레이바, 알바로 바우티스타, 다니 마르틴, 아나 로사 킨타나, 하비에르 바르뎀, 사라 카르보네로, 파블로 이글레시아스 투리온, 엘 랑기, 페드로 산체스, 루이스 데 긴도스, 로센도 메르카도, 호세 토마스, 카예타노 마르티네스 데 이루호, 다비드 무뇨스, 윌 스미스, 해리슨 포드, 할리 베리, 톰 크루즈, 맷 데이먼, 빈 디젤, 샤를리즈 테론, 그리고 칼-앤서니 타운스 등의 유명 인사들이 아틀레티코를 지지하는 것으로 알려져 있다. 아틀레티코는 펠리페 6세 스페인 국왕의 지지도 받는데, 펠리페 국왕은 2003년부터 구단의 명예 회장직을 역임하고 있다.

## 주요 선수

### 선수 기록
아델라르도는 구단의 최다 공식경기 출장 기록을 세웠는데, 그는 아틀레티코 유니폼을 입고 1959년에서 1976년까지 551경기에서 활약하였다. 선수와 감독으로서 모두 전설이 된 루이스 아라고네스는 173골로 구단의 역대 최다 득점자이며, 아드리안 에스쿠데로는 150골로 라 리가 최다 득점 기록을 세웠다. 주앙 펠리스는 €126M에 입단한 역대 최고 이적료 영입 선수이며, 앙투안 그리즈만은 €120M에 구단을 떠난 역대 최고 이적료 방출 선수이다.
| 순위 | 이름              | 출장 | 주              |
| ---- | ----------------- | ---- | --------------- |
| 1    | 아델라르도        | 553  | [ 121 ]         |
| 2    | 코케              | 545  | [ 122 ]         |
| 3    | 토마스 레뇨네스   | 483  | [ 123 ]         |
| 4    | 엔리케 코야르     | 470  | [ 124 ]         |
| 5    | 카를로스 아길레라 | 456  |                 |
| 6    | 이사시오 카예하   | 421  | [ 125 ]         |
| 7    | 가비              | 417  |                 |
| 8    | 페르난도 토레스   | 404  | [ 126 ]         |
| 9    | 디에고 고딘       | 389  |                 |
| 10   | 루이스 아라고네스 | 368  | [ 127 ] [ 128 ] |

| 순위 | 이름                   | 출장 | 주      |
| ---- | ---------------------- | ---- | ------- |
| 1    | 루이스 아라고네스      | 172  | [ 127 ] |
| 2    | 아드리안 에스쿠데로    | 169  | [ 130 ] |
| 3    | 파코 캄포스            | 158  | [ 130 ] |
| 4    | 앙투안 그리즈만        | 141  | [ 131 ] |
| 5    | 호세 에울로히오 가라테 | 136  | [ 130 ] |
| 6    | 페르난도 토레스        | 129  |         |
| 7    | 호아킨 페이로          | 125  |         |
| 8    | 아델라르도             | 113  | [ 132 ] |
| 9    | 엔리케 코야르          | 105  |         |
| 10   | 호세 훙코사            | 103  |         |

## 역대 감독
| 감독                     | 임기      |
| ------------------------ | --------- |
| 마르틴 마르쿨레타 (대행) | 1935      |
| 주제프 사미티에르        | 1936      |
| 리카르도 사모라          | 1939~1940 |
| 리카르도 사모라          | 1940~1946 |
| 엘레니오 에레라          | 1949~1952 |
| 하신토 킨코세스          | 1954~1955 |
| 페르디난드 다우치크      | 1957~1959 |
| 아드리안 에스쿠데로      | 1963      |
| 루이스 아라고네스        | 1974~1978 |
| 파키토 가르시아          | 1975~1976 |
| 루이스 아라고네스        | 1978      |
| 루이스 아라고네스        | 1979~1980 |
| 루이스 아라고네스        | 1982~1986 |
| 비센테 미에라            | 1986      |
| 루이스 아라고네스        | 1987      |
| 세사르 루이스 메노티     | 1987~1988 |
| 론 앳킨스                | 1988~1989 |
| 하비에르 클레멘테        | 1989~1990 |
| 토미슬라브 이비치        | 1990~1991 |
| 루이스 아라고네스        | 1991~1993 |
| 자이르 페헤이라          | 1993      |
| 프란시스코 마투라나      | 1994      |
| 알피오 바실레            | 1995      |
| 라도미르 안티치          | 1995~1998 |
| 아리고 사키              | 1998~1999 |
| 라도미르 안티치          | 1999      |
| 클라우디오 라니에리      | 1999~2000 |
| 라도미르 안티치          | 2000      |
| 마르코스 알론소 페냐     | 2000~2001 |
| 루이스 아라고네스        | 2001~2003 |
| 그레고리오 만사노        | 2003~2004 |
| 세사르 페란도            | 2004~2005 |
| 카를로스 비안치          | 2005~2006 |
| 하비에르 아기레          | 2006~2009 |
| 키케 플로레스            | 2009~2011 |
| 그레고리오 만사노        | 2011      |
| 헤르만 부르고스 (대행)   | 2018      |
| 디에고 시메오네          | 2021~     |

## 같이 보기
- 아틀레티코 마드리드 B
- 아틀레티코 마드리드 후베닐
- 아틀레티코 마드리드 페메니노
- 아틀레티코 오타와
- 아틀레티코 산 루이스
- 아틀레티코 산 루이스 프리메르
- 아틀레티코 산 루이스 페메니노
- 잠셰드푸르 FC
- 타타 풋볼 아카데미